# Homsz ostroma
Homsz ostroma katonai összeütközés volt Homsz városánál a szíriai polgárháború alatt Szíria hadereje és a szír ellenzék között. Az ostrom három évig tartott 2011. májustól 2014. májusig, és az ellenzék városból történt kivonulásával zárult.
2011. májusban országos tüntetéssorozat vette kezdetét. Homszban a biztonsági erők és a civilek közötti összetűzések áprilisban fajultak el jelentősen. 2011. májusban a szír katonaság megpróbálta letörni a városban a kormányellenes tüntetőket, akik közül többen fel voltak fegyverkezve, és közvetlenül a biztonsági erőket is megtámadták.
Míg a szíriai kormány a március-áprilisi darai tüntetéseket egy nagyszabású katonai hadművelettel sikeresen leverte, a hasonlóra tervezett május eleji homszi megmozdulás viszont másképp alakult.
Szeptemberre az alaviták és a szunnita iszlamisták közti szekuláris ellentét sokkal magasabb pontra hágott, mint Szíria más részein.
2011. októberben a disszidált katonai vezetők köré épülve megalakult a Szabad Szíriai Hadsereg, mely folyamatos rajtaütéses támadásokkal tartotta sakkban a kormány seregét Homsz Baba Amr kerülete körül, november elején pedig sikeresen megvédte ezt a kerületet.
2011. december végén arab megfigyelői csoportot küldtek a helyszínre, hogy felügyelje, mennyire valósulnak meg az Arab Ligánál lefektetett tervek. A sikertelen küldetés után a Szír Hadsereg 2012. februárban újabb támadást indított Baba Amr ellen. A teljes kerületet lőtte rakétákkal, és elvágta az összes utánpótlási útvonalat. Március elején szárazföldi csatát indítottak Baba Amr ellen, és ennek hatására a felkelők kénytelenek voltak elhagyni a kerületet.
2012. május elejére az ENSZ közreműködésével tűzszünetet kötöttek, és ezután már csak elszórtan lehetett utcai harcokkal vagy más lövöldözésekkel találkozni. Ezalatt a város nagy része fölött a kormány biztosította az ellenőrzést. Az ellenzék a város 15-20%-át irányította, és nagyjából hasonló méretű területen folyt a harc arról, kihez is tartozzék az adott terület. 2012. decemberben a hadsereg elfoglalta Deir Baalba kerületét, így már csak az Óváros, Khalidiya kerülete és pár egyéb kisebb terület maradt az ellenzék kezén.
2013. március elején a kormány támadást indított több, ellenzéki kézen lévő szomszédos település ellen, de a felkelők a szintén hozzájuk tartozó közeli Al-Qusayrból erősítést kaptak. Március közepén a felkelők megpróbálták Baba Amrt visszafoglalni, de a hónap későbbi részében kénytelenek voltak innét kivonulni. 2013. márciusban és április elején a libanoni Hezbollah milícia a szír kormány oldalán belefolyt a homszi harcokba. Július végén a kormány katonái elfoglalták Khalidiya kerületét.
2014. május elején a kormány és a felkelők között megkötött megállapodás értelmében a felkelők elhagyhatták a várost, és így Homsz teljes egészében a kormány ellenőrzése alá került.

## Előzmények
2011. március 15-én a szíriai kormány elleni tüntetéssorozat elkezdett eszkalálódni, egyre több demonstrációt szerveztek a nagyobb szíriai városokban. A legnagyobb problémák között szerepelt az elnyomás és a kormányközeli korrupció. A tüntetések március 18-án, az interneten meghirdetett „Méltóság Péntekén” (arabul: جمعة الكرامة) terjedtek át Homszra. A pénteki ima után több száz tüntető lepte el az utcákat. A tömeg feloszlatására a rendőrök több embert letartóztattak, illetve több tüntetőt bántalmaztak. A véleménynyilvánítások áprilisban is folytatódtak, ekkor a biztonsági erők a tömegbe lőttek, és több tucatnyian életüket vesztették. Homsz lett az ellenállás központja, több tüntető „A Forradalom Fővárosa” feliratú transzparenseket tett ki.

## Az ostrom

### 2011. májusi tüntetések
Május 6-án a a Darában bennragadt tüntetők elleni sikeres fellépés után a szíriai biztonsági erők a pénteki ima után Homszban összegyűlt felkelőkkel csaptak össze. A harcok alatt az ellenzék szerint 15 tüntetőt megöltek, míg a kormány 11 katona és rendőr haláláról számolt be, akik közül ötjükkel egy ellenőrző pontnál rájuk támadó ismeretlen fegyveresek végeztek. Május 8-án, két nappal a halálos összecsapások után egy tank gurult be Homsz több kerületébe, ahol embervadászatba kezdett, melynek során minden ismert ellenzéki vezetőt és támogatót meg akartak találni. A hadművelet megkezdése előtti éjszaka a hadsereg kikapcsolta az elektromosságot a területen. A művelet közben a hadsereg emberei Bab Baba és Sebaa Amr kerületekbe hatoltak be.
Május 8-án egy meg nem határozott illetőségű fegyveres megtámadott egy Libanonból Homszba hazatérő munkásokat szállító buszt, 10 embert megölt, hármat pedig megsebesített.
Május 10-re a hadsereg átvette a város teljes ellenőrzését. Másnap reggel azonban Homsz Baba Amr kerületében tankok és géppuskák tüzelésétől volt hangos a terület. Az összecsapásokban 5-9 embert öltek meg.
Május 11-én a hadsereg Homsz közeli beduin falvakat is tűz alá vett. Május 12-én egy veterán emberi jogi aktivista, Naji Tayara letartóztatásáról érkeztek hírek.
Május 20-án az Aszad ellen tüntetőket a biztonsági erők géppuskatüze fogadta, melyben 11 ember életét vesztette. Egy héttel később, május 27-én az ellenzék újabb tüntetéssel próbálkozott. Ezt a hadsereg ismét visszaverte. Az események 3 ember életét követelték. Május 30-án hét tüntető és a biztonsági erők egyik tagja halt meg Homszban.

### 2011. július–október
2011. július 17-én a szíriai biztonsági erők tankjai és katonái állásokat állítottak fel Homsz Dawar Al Khalidya kerületében, és legalább 30 embert megöltek. A hadműveletet rögtön azután kezdték szervezni, hogy egy héttel korábban a kormány három támogatóját elrabolták és megölték. Megcsonkított holttesteiket július 17-én adták át a hozzátartozóknak.
2011. szeptemberig a szekták közötti vérontás – mint például az akadémián történt minden ok nélküli gyilkosság – sokkal nagyobb szerepet játszott Homszban mint Szíria más területein.
Szeptemberben és októberben folyamatosan összecsapásokról szóló hírek érkeztek a város északi részéből, főleg a közeli Dayr Baalba területéről. Bab al-Sebaa, Baba Amr és más települések területeiről is jeleztek összecsapásokat. Szeptember végén a közeli Rasztanban történt összecsapások hatására több felkelői csoport is elmenekült Homszból.
2011. október végén a Szír Hadsereg Rasztan városából Homsz Baba Amr kerületébe dezertált vezetői köré szerveződött Szabad Szíriai Hadsereg a Khalid bin Walid Dandárja kerület körül lévő kormányzati biztonsági egységeket folyamatosan támadás alatt tartotta, és november első felében sikeresen védelmezte Baba Amr kerületét.
Október 28-án a Szabad Szíriai Hadsereg bevonásával csaták robbantak ki Bab al-Sebaa kerületben. Másnap a harcok átterjedtek Baba Amr és al-Qusur területeire is. A Bab al-Sebaa utcáin folyó harcokban 17 katonát öltek meg, míg Baba Amrban 20 katona elesett, 53 pedig megsebesült.

### 2011. novemberi hadműveletek
A kormány kora novemberi tisztogatási hadművelete Homszban a környékbeli fegyveres ellenállásra adott válasz volt. 2011. november 3-án Baba Amr kerületben, ahol pár napja katonák haltak meg, tankokból nyitottak tüzet. Másnapra több mint 100 embert öltek meg, köztük több civilt is. A jelentések szerint a Szabad Szíriai Hadsereg több tankot is megsemmisített.
A november 8-i hírek szerint Homsz Baba Amr kerülete lényegében a Szíriai Hadsereg kezére került, a dezertőrök pedig vagy más kerületekbe távoztak, vagy elrejtőztek.
November 24-én Homsz nyugati külvárosában 11 dezertőr katonát megöltek, négyet pedig megsebesítettek. Később a hadsereg még nyugatabbra fekvő farmokat is megtámadott, ahol további 15 emberrel végeztek.

### A harcok eszkalálódása, a felkelők térnyerése (november–december)
2011. november 25-én hat katonapilóta, egy műszaki szakértő és a repülőtér három további alkalmazottja halt meg Homszban egy rajtaütésben. A szír kormány azt ígérte, „levágja minden gonosz kezét”, amivel a támadókra utaltak. A légi bázis személyzete ellen elkövetett merényletért a Szabad Szíriai Hadsereg vállalta a felelősséget.
December elején a Sky News egyik tudósítója, Stuart Ramsay a stábjával együtt a Szabad Szíriai Hadsereg segítségével bejutott Homszba, ahol a hírei szerint a szír hadsereg megerősített ellenőrző pontjai ellenére mindennaposak a heves tűzharcok. Ezen felül a Szabad Szíriai Hadsereg a város belsejében is képes volt ellenőrző pontokat létesíteni, valamint sikeresen tudta biztosítani a külvárosokban demonstráló civilek biztonságát, miután a főtéren való tüntetések már túl kockázatosnak tűntek. Olyan videó jelent meg, mely szerint Baba Amr ismét a dezertőrök kezére került, az egyik ellenőrző ponton pedig kifejezetten a "Sabiha beszivárgókra figyelnek". A jelentései szerint Homsz egyértelműen háborús övezet, ahol már egy kiteljesedett polgárháború folyik.
December 4-én heves tűzharcok alakultak ki, mely során az FSA legalább 5 tagját megölték, egyet pedig megsebesítettek.
December 5. környékén 61 ember, 34 szunnita és 27 alavita haláláról érkeztek hírek. Az AFP hírügynökség szerint a londoni székhelyű Szíriai Emberi Jogi Megfigyelő Csoport arról számolt be, hogy „Homsz rezsimpárti al-Zahra kerületében 34 polgári lakos holttestét találták meg egy téren, akikkel a kormánypárti sabiha milícia tagjai végeztek." A civilek – a csoport szerint – Homsz több „rezsimellenes körzetéből” indítottak támadást, amivel valószínűleg Baba Amrra céloztak. A Megfigyelők szintén beszámoltak arról, hogy Homsz kormányzóságban szintén december 5-én a "sabiha" egy buszsofőrrel és az általa szállított 13 utassal is végzett. A két fél egymást hibáztatta a gyilkosságokért, de a kormánypárti és a kormányellenes erők is azt mondták, mindkét félnek volt elég indítéka ahhoz, hogy végezzenek a szunnitákkal és az alavitákkal, és így egy vallási alapú erőszakhullám vehette kezdetét.
December 8-án felgyújtották az ország keleti részéből a homszi olajfinomítóba olajat továbbító vezetéket. Rami Abdulrahman, a brit központú Szír Emberi Jogi Megfigyelő csoport egyik aktivistája ezt mondta: "Ez a fő olajvezeték, ahonnét az alapanyag a homszi finomítóba érkezik." A csoport hozzátette, hogy a robbanás helyszínén lángokat lehetett látni. Az emlegetett robbanás helyszínén készített, és az internetre is felkerült videó felvételeken az látszik, ahogy füstfelhő gomolyog egy beépített terület fölött. A katonaság egyik tankját megsemmisítették, hét pedig az utcákon égett el.
December 9-én felerősödtek azok a félelmek, melyek szerint a kormányzat tömeggyilkosságra készül, mivel a város határában gyülekeztek a kormány katonái, odavezényeltek 500 tankot, a Sabiha egyre több tagja ténfergett a város körül, valamint egyre inkább elszaporodtak az ellenőrző pontok.
December 18-án vad csaták alakultak ki a kormány katonái és a dezertőrök között Homsz tartományban al-Qusair város közelében, mely során hat katona és egy tisztviselő életét vesztette. A Szír Emberi Jogi Megfigyelő Csoport szerint „Három páncélozott járművet megsemmisítettek, a bennük lévőket pedig megsebesítették, illetve megölték.” Az összecsapásokban valószínűleg egy civil is meghalt.
December közepén a Der Spiegel stábja jutott be Homsz városába, ahol azt látták, hogy Baba Amr kerülete teljesen a Szabad Szíriai Hadsereg ellenőrzése alatt áll, a kerület sarkain pedig ellenőrző pontok tornyosulnak. Az FSA helyi parancsnoka szerint a Sabeeha és az orvlövészek nagyjából 200 helyszínen rejtőztek el Homsz területén, és mindenre lőttek, ami vagy aki olyan kijelölt helyszínekre lépett be, mint a város közepén áthaladó Kairó utca. Bár az FSA harcosai nem voltak felkészülve Baba Amrt ért kitartó szír támadásokra, ők azt mondták, a tervek szerint kivonulnak a kerületből, és megvárják, hogy a Szír Hadsereg, ahogy korábban októberben is tette, elhagyja majd a kerület területét.
December 24-én több ezer katona özönlött a városba, és nagyjából 4000 közülük körülzárta Baba Amr kerületét, majd elkezdtek árkokat ásni. A hadsereg öt környékbeli területet támadott meg, az ágyúszó pedig éjszakára sem csitult. A hadsereg december 26-ig folytatta a támadását, melynek harmadik napján 33-34 embert ölt meg.
2011 végére Homsz Baba Amr kerülete teljesen a Szabad Szíriai Hadsereg Khalid bin Walid Dandárjának ellenőrzése alá került.

### Az Arab Liga missziója és a harcok folytatódása
2011. december elején a szír kormány elfogadta az Arab Liga béketervét, mely alapján a szervezet megfigyelőket küldött a terepre, hogy ott ellenőrizzék a helyzetet, és beleegyezett a fegyvereknek a területről való kivonásába is. December 27-én aktivisták azt nyilatkozták az Al Arabiya hírtelevíziónak, hogy az elmúlt napok tüzeléseiben Homszban legalább 61 ember vesztette életét, de arról is beszámoltak, hogy a hadsereg elkezdte a tankok kivonását, és felfüggesztették a harci tevékenységeket.
Az Arab Liga hivatalos megfigyelőinek látogatásakor nagyjából 70.000 ember gyűlt össze Homsz főterén, akiket később könnygázzal oszlattak szét. A Szíriai Nemzeti Tanács elnöke, Burhan Ghalioun azt mondta, a Szír Hadsereg nem fogja hagyni a megfigyelőknek, hogy körbenézzenek Homsz utcáin vagy bemenjenek Baba Amr területére.
December 28-án az Arab Liga megfigyelőinek vezetője azt mondta, nyugodt a helyzet Homszban, ott nem találkoztak összecsapásokkal. Azt mondta, látott pár felfegyverzett járművet, de azok egyike sem volt tank. Megítélése szerint összességében a helyzet „mindeddig megnyugtató.” Szavai szerint "volt néhány hely, ahol a helyzet nem volt jó," és további vizsgálatok lefolytatását kezdeményezte. Azonban az Al Jazeerának névtelenül nyilatkozó egyik szíriai megfigyelő szerint Homszban a helyzet "nagyon veszélyes", a várost folyamatosan lövik, és több olyan videót is feltettek az internetre a küldöttek, melyek szerint lövik a narancssárga mellényeseket Homszban. Azt mondta, néhány terület a hadseregtől dezertált Szabad Szíriai Hadsereg ellenőrzése alatt áll.
A Human Rights Watch később azzal vádolta a szír kormányt, hogy több száz bebörtönzöttet rejtett el az országot meglátogató megfigyelők elől. Szerintük a szír hatóságok lehet, hogy több száz embert küldtek el katonai terepekre, hogy elrejtsék őket az Arab Liga országba látogató küldöttsége elől.
A Human Rights Watch Homszban interjút készített egy szír biztonsági munkatárssal, aki azt mondta, a börtönparancsnokától olyan utasításokat kapott, melyek szerint segédkeznie kellett a dezertőrök szabályellenes áttelepítésében. "Becslése szerint december 21-én és 22-én nagyjából 400-600 elítéltet vittek el más börtönökbe a fogházakból.” „Az átszállítás több részletben zajlott.” A közelebbről meg nem határozott tisztviselőtől ezt idézték: „Néhány elítéltet polgári dzsipeken vittek el, másokat teherautókkal. Nekem a börtönön belül volt szerepem, ami az elítéltek összegyűjtéséből és autókba osztásából állt. Azt a parancsot kaptam a börtönigazgatótól, hogy a fontos rabokat vigyük a börtönön kívülre. ”Azt mondta, egy katonai lőszergyárba vitték őket a Homsz tőszomszédságában lévő Zaidalba.
A Human Rights Watch azt mondta, az elmondottakat más szemtanuk beszámolói is megerősítették, többek között egy olyan elítélt, aki elmondása szerint 150 emberrel – köztük újságírókkal, tüntetőkkel és dezertőrökkel – volt egy helyre összezárva. Sarah Leah Whitson, a HRW közel-keleti igazgatója szerint a szír kormány rendőrségi személyazonosító igazolványokat adott ki hon védelmi beosztottaknak, mely a megfigyelők szerint ellentétes volt az Arab Liga szabályaival. "Az, hogy a katonákat átöltöztetik rendőrségi egyenruhába, nem felel meg az Arab Liga előírásainak.” mondta Whitson. "Az Arab Ligának túl kell járnia a szír kormány ellenállásán, és el kell érnie, hogy mindenhova bejuthasson, ahol csak elítélteket tartanak."
Aktivisták és emberi jogi szervezetek hevesen kritizálták az Arab Liga ellenőrző testületének a vezetőjét. Omar Idilbi, a Helyi Koordináló Bizottságok tagja azt mondta Dabiról, hogy "ő egy elnyomó rezsim vezető tisztviselője”, és kétségek merültek fel a semlegességével kapcsolatban. Haytham Manna egy prominens párizsi disszidens azt kérte az Arab Ligától, hogy távolítsák el a szervezet éléről Dabit, vagy csökkentsék a hatáskörét. "Tudjuk az előéletét és a hasonló körülmények között szerzett balsejtelmes tapasztalatait." Az Amnesty International szintén kritizálta Dabit, mivel 1995. augusztusig ő vezette Basír katonai titkosszolgálatát, majd ekkor kinevezték Szudán külbiztonsági vezetőjévé. Nyilatkozatukban így fogalmaznak: „Az 1990-es évek elején Szudánban a katonai titkosszolgálat volt a felelős az önkényes letartóztatásokért és őrizetbe vételekért, az erőszakos eltüntetésekért, valamint Szudánban számos ember ellen elkövetett kínzásokért és az általuk elszenvedett rossz bánásmódért.” "Az Arab Liga azon döntése, mellyel a megfigyelő csoport vezetőjévé egy olyan szudáni tábornokot nevez ki, aki többszörösen megsértette Szudánban az emberi jogokat, megkérdőjelezi és aláássa a Liga eddigi erőfeszítéseit, és komolyan megkérdőjelezi a misszió hitelességét.” Abd-al-Karim al-Rayhawi, az Arab Liga vezetője ezt mondta a BBC-nek: "Nem lesz semleges, szimpatizálhat a vele hasonló pozíciót betöltőkkel, így egyáltalán nem lesz meglepő, ha támogatja a szíriai rezsimet és szimpatizál vezetőivel, azokkal, akik egész Szíriában emberiesség elleni bűncselekményeket hajtanak végre.” Dabi tábornok rajt van a Nemzetközi Büntetőbíróság által keresett emberek listáján, mert kapcsolatba hozzák a darfúri konfliktus idején az ellenzék tagjai ellen elkövetett emberiség elleni bűnökkel.

### Harcok és összecsapások 2012. januárban
2012. január elején a Szabad Szíriai Hadsereg szóvivője azt mondta, az Arab Liga küldetése elbukott, és még akkor sem akarják, hogy a megfigyelők Szíriában maradjanak, ha a Szír Hadsereg ki is vonja a városból a nehéztüzérségét. A misszió végül is nem folytatódott a hónap végénél tovább.
Január 4-én a hírcsatornák jelenései szerint egy kórházban a december 27–én szerzett lövés hatására meghalt az a Basil al-Sayed, aki rendszeresen készített felvételeket arról, hogyan verik le a lakhelye közelében a kormányellenes felkeléseket. A jelentések szerint a biztonsági erők végeztek vele. Felvételei rendszeresen szerepeltek a gyengébben kötődő állampolgárok hírszolgálatainak oldalain. Az Újságírókat Védő Bizottság bejelentette, hogy megvizsgálják a halál körülményeit.
Január 11-én többek között megölték a France 2 újságíróját, Gilles Jacquiert, aki Szíria mellett Irakban, Afganisztánban, Koszovóban és Algériában is forgatott háborús dokumentumjeleneteket. Ezzel ő lett az országban kitört zavargások során elesett első nyugati tudósító. Egy névtelenséget kérő homszi szemtanú szerint az áldozatokat az Aszad melletti felvonulás idején kilőtt rakéta meghajtású gránátok ölték meg. Míg a CNN-nél Jacqiuer-vel együtt Himszban dolgozó Nic Robertson által megszólaltatott újságíró szerint a támadásokhoz aknavetőket használtak. A brit központú Szír Ember Jogi Megfigyelő Csoportnál dolgozó Rami Abdul Rahman homszi aktivistákat idézve azt mondta, az újságírók akkoriban a város Akrama negyede környékén voltak. A SANA állami televízió később azt közölte, Homszban „egy felfegyverzett terrorista csoport” egy ezredet ejtett túszul.
A BBC egyik újságírója azt mondta a Le Figarónak, hogy a tudósító akkor halt meg, mikor egy rakéta Homsz Alawi negyedében egy Aszad melletti szimpátiatüntetés résztvevői közé zuhant. Egy másik kolléga szerint viszont Jacquier több sajtóssal egy járműben utazott, amit rakétameghajtású gránáttal lőttek meg. Nicolas Sarkozy francia elnök és Alain Juppe külügyminiszter elítélte a gyilkosságot, és felszólították a szír hatóságokat, hogy részletesen világítsák át a gyilkosság körülményeit. Eközben a Szíriai Nemzeti Tanács szintén megvetette Jacquier „gyilkosát”, azt mondták, ez "annak a félelmetes jele, hogy a kiegyensúlyozott hangok és a független média elhallgattatása érdekében úgy döntött, fizikailag likvidálják az újságírókat.” A homszi kormányellenes aktivisták szintén azt mondták, a hivatalok megszervezték a támadást, és az Avaaz nemzetközi, kormányokhoz nem kötődő aktivistahálózat tagja, arab tüntető Wissam Tarif megcáfolta a kormány állításait: „Az újságírókra a város egy olyan részén támadtak rá, melyet a kormányhoz közeli hadsereg igen komolyan védelmezett. Elég bonyolultan tudott volna ide bejutni akármilyen felfegyverzett ellenzékinek, hát még ilyen halálos támadást végrehajtani.” Tarif hozzátette, hogy az incidens „az Arab Liga előírásainak egy elfogadhatatlan megszegése” volt, melyeket korábban Szíria is elfogadott, s melyek előírták, hogy az újságírók az egész ország területéről szabadon tudósíthatnak. "A vezetés megtagadta az újságírók szabad hozzáférését az országban történtekhez, ehelyett az információügyi minisztérium által szervezett sajtótúrákon vehettek csak részt, melyet a vezetés elképzelései szerint vezettek.” Ennek ellenére az Arab Liga homszi küldöttségének jelentése szerint Gilles Jacquier életét az ellenzékiek által kilőtt egyik aknavető ontotta ki.
Január 22-én svájci újságírók a szíriai hatóságokat tették felelőssé a Homszban megölt francia kollégájuk halála miatt. Patrick Vallelian és Sid Ahmed Hammouche azt nyilatkozta az Associated Pressnek, hogy szerintük a támadás a szír hatóságok által gondosan kitervelt csapda egy része volt. A két svájci újságíró és Jacquier egy olyan külföldi riporterekből álló csoport tagjai voltak, akiket szír katonák és a hírszerzés tagjai vezettek végig Homszon. A L'Kebdo hetilapnál dolgozó Vallelian és a La Liberte napilap riportere azt mondta, a katonák már korábban is úgy viselkedtek, mintha tudtak volna a támadásról.
Január 23-án egy katonai vezető a város fő kórházánál lévő külföldi újságíróknak arról számolt be, hogy a felkelők a város kétharmadát elfoglalták, a hadsereg pedig naponta 4-5 katonáját elveszíti, további 10-50 pedig sebesüléseket szerez közülük. Ezeket a híreszteléseket később az ellenzék is megerősítette, mikor kijelentették, hogy tényleg a város több mint felét megszállva tudják tartani. Homsz lakosai is nagyjából hasonló állapotokról számoltak be.

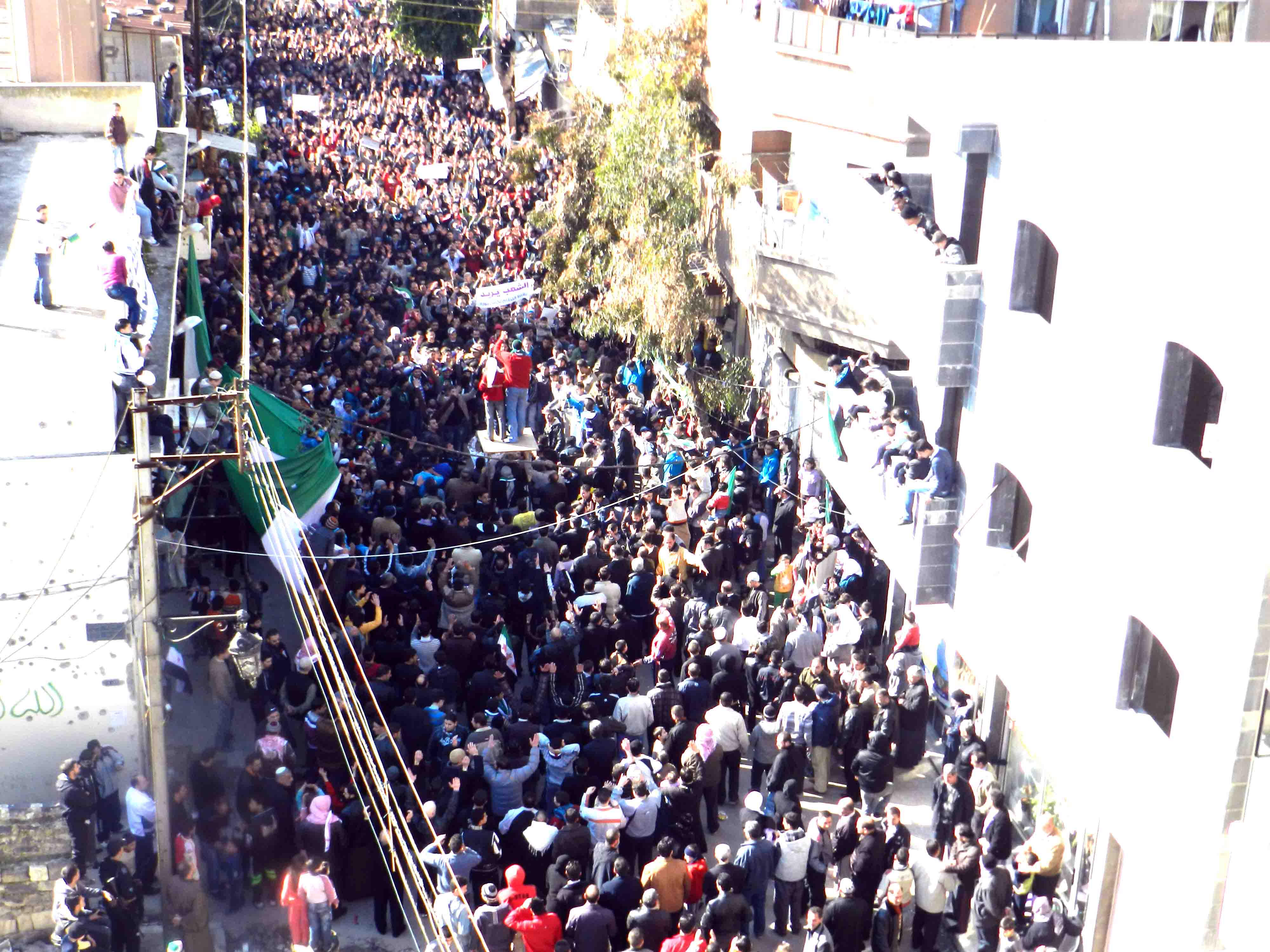
Tüntetők Homsz Bab Dreeb kerületében

Január 24-én a Helyi Koordináló Bizottságok (LCC) arról számoltak be, hogy miközben a hadsereg Homsz Bab Tadmor kerületében két házat bombázott, legalább 18 ember meghalt. Egy helybéli ezt mondta: "Ezek hatemeletes épületek voltak. Sok család eltűnt. Nehéz pontosan megmondani, hányan is haltak meg.” Egy, az internetre felkerült felvétel szerint két törmelékké omlott épület az az a kettő, amit támadás ért.
Január 27-én egy brutális támadást követtek el Homszban szunnita muzulmánok ellen, melyben legalább 30 ember meghalt. Kezdetben a szír kormány támadt aknavetőkkel Homsz Karm al-Zeitoun kerületére, ahol legalább 16 emberrel végeztek. Utána az Aszad-párti Sabiba milícia bement egy házba, ahol egy szunnita család 14 tagjával végeztek. A Bahader család tagjaira lelőve és feldarabolva találtak rá. A halottak között nyolc, 9 év alatti gyermek is volt. Az aktivisták készítettek egy videót, mely felkerült a YouTube-ra is, melyen a nyakra és fejre mért ütésektől eltorzult holttestek láthatóak, többek között gyerekeké is. A szír szervektől senkinek sem volt hozzáfűznivalója a történtekhez, de egy homszi orvos azt mondta: "A Karm al-Zeitounban maradt alaviták érdekes módon négy napja eltűntek, és a híresztelések szerint erre a kormány parancsára került sor. Ma már tudjuk, hogy miért. Hetven ember megsérült. Már a tábori kórházakat is aknavetőkkel lövik."
Az aktivisták jelenései szerint a szír hadsereg nyolc civilt, míg a dezertőrök a hadsereg 15 katonáját ölték meg, miközben a hadsereg bevonult Al-Adawiya kerületbe, és onnét kiűzte az FSA harcosait. A szíriai Al-Watan újság azt írta, a homszi harcokban 37 felkelő katonával végeztek. Az internetre felkerült videófelvételen egy olyan BMP–1 szerepel, melyet a hírek szerint a Szabad Szíriai hadsereg szerzett meg a kormánytól. A gépen a szír ellenzék két zászlaja lebegett, majd az látszik, hogy polgári ruhában lévő civilek lőnek, majd pedig fedezékbe vonulnak mögé.
Február 1-jén a Szabad Szíriai Hadsereg támadta meg a kormány kezén lévő Bab Drib kerületet, melyet a szír hadsereg rajtaütéseinek stratégiai fontosságú háttérországaként használt, mikor olyan területeket támadott meg, mint Karm Al Zeitoun. A France 24 tudósítója a Szabad Szír Hadsereg legalább 4 járművét figyelte meg, miközben azok a frontvonal felé tartottak. A France 24 által később készített felvételen az is látszik, ahogy az FSA elfoglalta Bab Drib kerületben a katonai bázist. A támadásban a kormánynak legalább 4 katonáját megölték.
Másnap kiderült, hogy egy újabb ellenőrző pont került az FSA kezére.

### 2012. február: a hadsereg offenzívája

#### Támadás

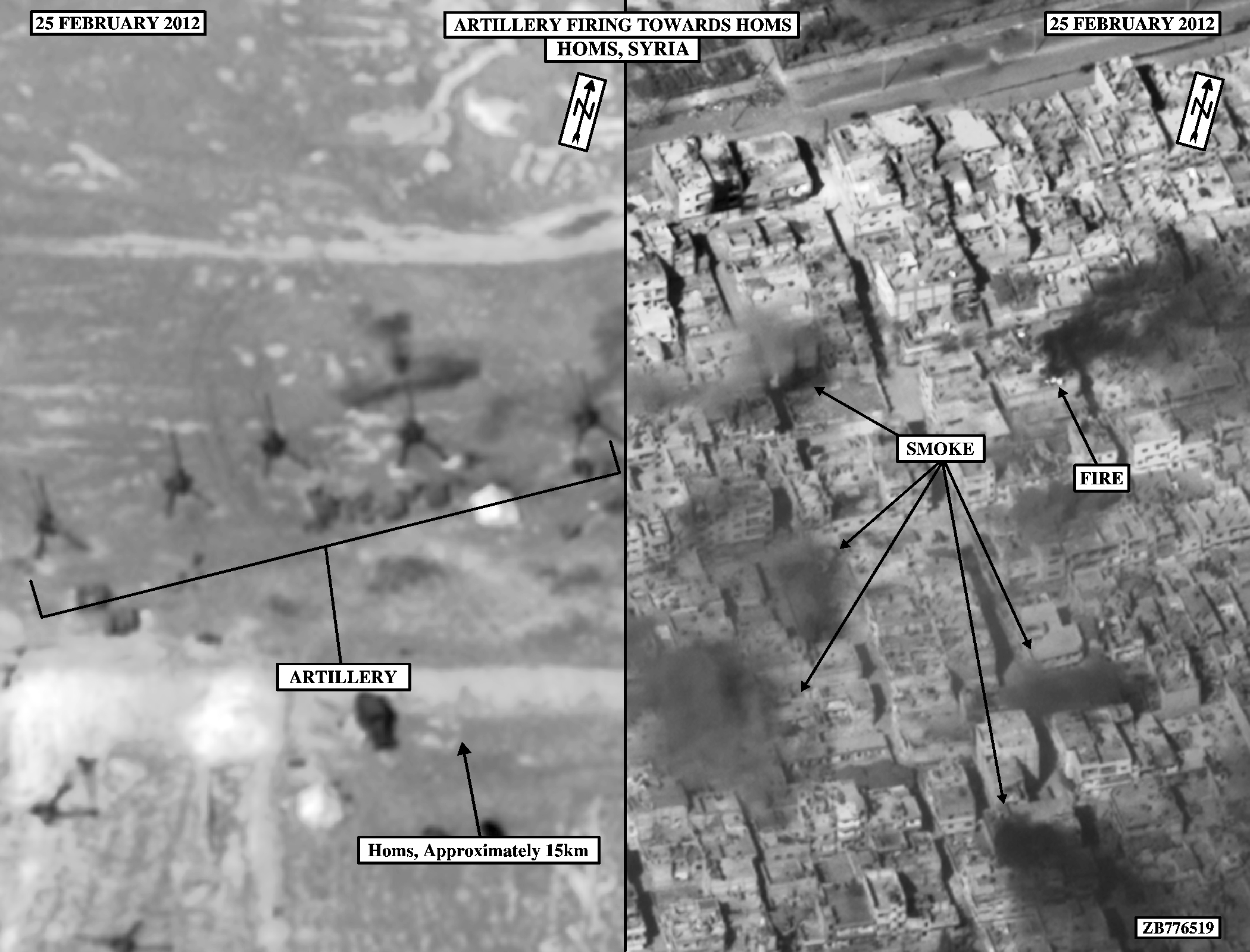
Légi támadás a szíriai Homsz ellen. Az eltalált épületek helyéről füst száll fel. 2012. február 25.

Miután 2012. február 3. kései és a következő nap kora hajnali óráiban, az 1982-es hamái mészárlás 30. évfordulóján a Szír Hadsereg 10 tagját megölték, és a Szabad Szíriai Hadsereg 19 tagját egy ellenőrző pontnál elrabolták, a kormány elkezdte a levegőből bombázni Homszt, azon belül is Khaldiyeh kerületét. Az ellenzéki aktivisták szerint a támadásnak több mint 200 áldozata lett. Az SOHR ellenzéki aktivista csoport szerint két órával később kollégájuk, Peter Beaumont és a saját magát „állampolgári újságíróként” jellemző Omar Shakir mind a ketten azt twittelték, hogy a Szír Hadsereg még mindig nem lépett be a kerületbe.

A térképen felsorolt kerültekben voltak 2012. februárban katonai műveletek.

Az ellenzéki Szíriai Nemzeti Tanács szerint a város 416 lakosa vesztette életét a támadásban. Az ott lakókra hivatkozva ezen felül azt mondták, hogy 36 ház leomlott, melyeknek a lakói még mindig az épületek belsejében vannak. Az Al Arabiya egyik homszi tudósítója szerint a kerület kórházát is lerombolták. Szerinte legalább 336 ember meghalt, és több mint 1600 személy megsebesült a támadásokban. Az SNC és Al Arabiya információit azonban független forrásból nem erősítették meg, és több nemzetközi médiahálózat, mint a Reuters, a France 24, a BBC és a CNN) továbbra is 200 körüli halottról számolt be. Az FSA fogadkozott, hogy ezért cserébe intenzív támadást indít majd a kormány seregei ellen, és azt mondta, Homszban már le is rombolta a hírszerzés egyik légi épületét. Ellenzéki aktivisták több olyan videót tettek közzé, melyen égő épületek és halottak testei látszanak. Szerintük ezeket mind ők követték el Homszban. Pár videón a föld színéig rombolt épületek láthatóak. A bombázásokban 30 épületet semmisítettek meg vagy rongáltak meg súlyos mértékben, többek között egy kórházat is.
Az SOHR szerint a polgári halottakon felül 14 katona és 5 disszidens is a légi támadás és az összecsapások halottai között volt.
A Helyi Koordinációs Bizottságok szervezete is rögtön azt állította, hogy a halottak száma meghaladta a 200-at, de még dolgoztak a végleges számok megerősítésén. Később összesen 55 halálos áldozatot tudtak megerősíteni. Az LLC február 5-i jelentése szerint Homszban összesen 181-en haltak meg.
Február 6-án Homsz egyik ellenzékiek által ellenőrzött részéről, Baba Amrról ismét bombázásokról érkeztek hírek. Aktivisták szerint a támadásban 12 ember halt meg. Más aktivisták 50 ember elestéről beszéltek. A szemtanúkként hivatkozott helybéliek szerint 150 felfegyverzett autó jelent meg a külváros utcáin. Február 8-án az aktivisták egy meg nem erősített 48 fős veszteséget jelentettek. Beszámolóik szerint a tankok Inshaat kerületébe is behatoltak. Homsz Bayyada negyedében egy autóba rejtett bomba több embert megölt. Az áldozatok között polgári lakosok és a biztonsági erők tagjai is voltak. Február 9-én az aktivisták szerint légi bombázásban 93 ember halt meg. Más aktivistacsoportok szerint a halottak száma nem haladta meg az 57-et. Február 10-én az FSA szóvivője arról számolt be, hogy a felkelők négy másik katonájával együtt a bombázásokban meghalt az FSA ezredese, Ahmed Jumrek is. Tüntetők szerint a kormány seregeinek Inshaat kerületben állomásozó tankjai egy hídon keresztül Baba Amr területét lőtték. Jelentésük szerint miközben a hadsereg házról házra járva tisztította meg a terepet, üzleteket és autókat tettek tönkre. Február 11-én a felkelők arról adtak számot, hogy a Szír Hadsereg autói Inshaat negyedéből megindultak Bab Al Amr kerület szélei felé.
Az FSA egyik harcosa úgy nyilatkozott Paul Wood brit újságírónak, hogy 11 rabot kivégeztek, akiket azért tartottak fogva, mert a Sabiha tagjai voltak. Őket egy fegyveres autó megszerzésekor fogtak el, miközben nyolc másik társukat is megölték. Videófelvételt is mutatott, melyet állítása szerint a Sabiha egyik tagjának mobiltelefonjával rögzítettek. Ezen ellenzéki fogvatartottakat fejeztek le. Február 14-én az FSA parancsnoka azt mondták a riportereknek, hogy emberei Baba Amr kerületben visszavertek egy szárazföldi támadást. Azt mondták, a kormány négy tankját megsemmisítették, mikor azok megpróbáltak a kerületbe behatolni. Ezt azonban más források nem erősítették meg.
Február 22-én Marie Colvin amerikai újságíró és Rémi Ochlik francia fotóriporter meghalt, mikor a biztonságos házukat egy rakétatalálat érte. Egy nappal haláluk előtt egyikük, Colvin nyilatkozott a CNN-nek, és másokhoz hasonlóan ő is azokról az „abszolút undorító”, válogatás nélkül végrehajtott támadásokról beszélt, melyeket a kormány a polgári lakosság ellen folyamatosan elkövet. A támadásban egy másik fényképész, Paul Conroy és egy francia újságíró, a Le Figarónál dolgozó Edith Bouvier is megsebesült. Nicolas Sarkozy a gyilkosságot „merényletként” jellemezte. Elképzelhetőnek tartotta, hogy maga az újságíró volt a célpont. A The Sunday Times szerkesztője szerint is közvetlenül az ő riporterét akarták megtámadni, nem baleset volt.
Hét aktivistára találtak rá, akiket a szír kormány azért végzett ki, mert együttműködtek az Avaaz aktivista csoporttal. Ez a csoport gyógyászati eszközöket szállított Homszba. Két társuk, köztük egy külföldi, eltűnt. Ő egy rohammentős volt, kinek sem a nevét, sem az állampolgárságát nem hozták nyilvánosságra, de az illetékes nagykövetséget értesítették az esetről. Az egyik aktivista azt mondta: "Légzőkészüléket és gyógyszereket szállítottak." Miután megszakadt velük az összeköttetés, a hálózat egyik tagja szerdán „hetüket Baba Amr kapujánál megtalálta lelőve úgy, hogy a kezük a hátuk mögött össze volt kötve.” "Civil aktivisták, fizetés nélküli önkéntesek voltak." Azt mondta, ő "a Sabiha vezetéspárti milíciát és a fegyveres erőket" vádolja a 16-24 éves férfiak megölésével.
2012. február 27-én a Szír Emberi Jogi Megfigyelő Csoport arról számolt be, hogy Ram al-Enz és Ghajariyeh falvak között 68 testet találtak, melyeket a homszi kórházba szállítottak. A sérülésekből arra lehetett következtetni, hogy többjüket agyonlőttek, míg másokkal vágó fegyverekkel végeztek. Egy másik ellenzéki csoport, a Helyi Koordináló Bizottságok, arról számolt be, hogy 64, felnőtt férfiaktól származó holttestet találtak. A két forrás azt feltételezte, hogy az áldozatok polgári lakosok voltak, akik megpróbáltak elmenekülni a homszi csata helyszínéről, majd a kormánypárti milícia végzett velük.
Más aktivisták beszámolói szerint azonban az áldozatok alaviták voltak, akik ugyanahhoz a vallási szektához tartoztak, mint az elnök. A holttestekre kormánypárti helyeken találtak rá. Egy sebesült újságírót sikeresen átcsempésztek Szíriából Libanonba, de ez az akció több felkelő katona és a 35, az alavita csoport által küldött önkéntes közül 13-nak az életébe került. A hadművelet végleges veszteségét később 23 főben határozták meg.

#### Baba Amr eleste

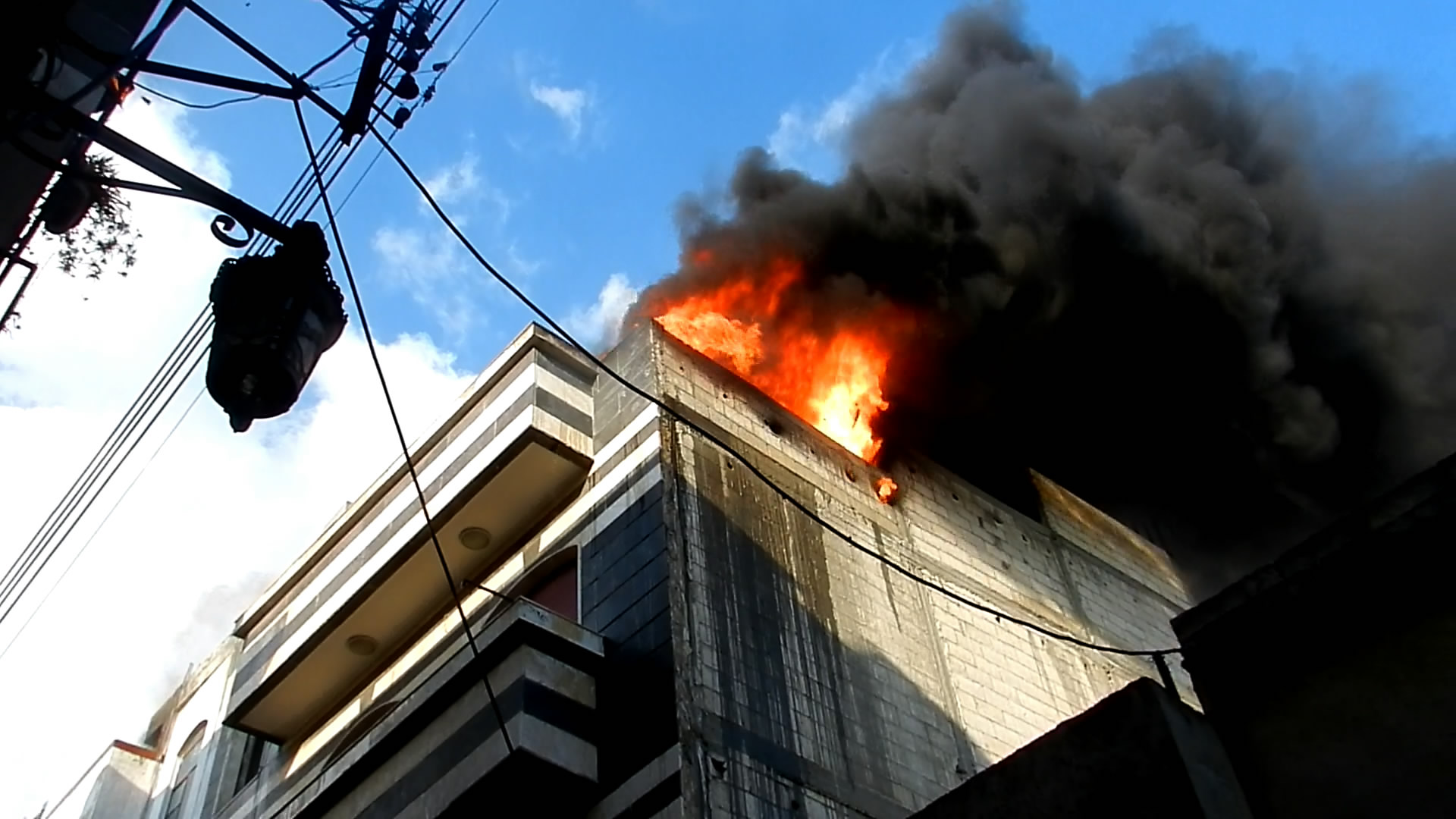
Égő házak Homszban a Szír Hadsereg bombázása után

2012. február 28-án erősítés érkezett a Szír Hadsereg elit részlegétől, melynek vezetője az elnök testvére. Teljesen lezárták a várost, és egy alagutat is beromboltak. Az egyik aktivista szerint a Szír Hadsereg gyalogosai támadást indítottak a felkelők kezén lévő Baba Amr kerület ellen. Egy névtelenséget kérő szír tisztviselő lényegében megerősítette, hogy a hadsereg előretört a kerületben, hogy „megtisztítják” a területet a felkelő harcosoktól, és a hadművelet pár órán belül be is fejeződhet. Azonban késő délután egyre több jelentés érkezett arról, hogy valójában egyáltalán nem volt szárazföldi támadásról. A The Guardian közel-keleti tudósítója, Martin Chulov, kollégája, Peter Beaumont és a magát állampolgári újságírónak leíró Omar Shakir mind azt twittelték ki, hogy a Szír Hadsereg nem lépett be a kerületbe.
Eközben a heves lövések folytatásáról érkeztek hírek. Bár a Baba Amrt védő FSA helyi Farouq Dandárja azt állította, hogy utolsó emberéig harcolni fognak, a csoport vezetői máris kimenekültek a kerületből.
Március 1-jén reggel a teljes információs blokád miatt ellentétes hírek érkeztek Baba Amrban kialakult helyzetről. Az Avaaz csoport beszámolója szerint két ellenzéki csoport azt mondta, hogy a Szír Hadsereg nem lépett be a kerületbe, míg egy harmadik szerint a hadsereg a kerület egy részét elfoglalta. A Homszi Forradalmi Bizottság azt mondta, nincs információjuk arról, mi folyik Baba Amr területén.
A szír tisztviselők szerint a nap későbbi részében a Szír Hadsereg teljes egészében megszerezte Baba Amr területét. A felkelők szerint ők visszahívták a seregeiket a területről, ott csak néhányan maradtak, hogy biztosítsák a kivonulást. Ezalatt 17 felkelőt a hadsereg elfogott, akiket azonnal ki is végeztek. Az Avaaz szerint ők civilek voltak, akiket lefejeztek, de ezt semmilyen más forrás nem erősítette meg. A segélycsoportok azt mondták, szabad jelzést kaptak a katonaságtól, hogy most már szállíthatják az orvosi eszközöket és a gyógyászati segédeszközöket, de a kormány helyszíni katonái feltartóztatták őket, majd azt mondták, hogy ezekkel a kormány ellen tervezett bűncselekményt akarnak elpalástolni. Ezután a Vöröskereszt bejelentette, hogy megtagadták tőlük a belépést Baba Amrbe, ami szerintük „elfogadhatatlan”. Az ENSZ Emberi Jogi Főbiztossága azt mondta, kaptak jelentéseket homszi kivégzésekről. Később az FSA parancsnoka azt állította, hogy a Homszt védő 250 katonájuk közül 114-gyel a harcokban végeztek.
Baba Amr kerület szír elfoglalására több elemző és szervezet is reagált. Taleb Ibrahim, a szír kormányhoz egyik közeli elemző szerint ez a győzelem kezdete volt, mert a hadsereg áttörte a fegyveres ellenzék védelmi vonalát. Riad al-Asaad, a Szabad Szíriai Hadsereg parancsnoka megfogadta, hogy a harcokat a kormány bukásáig folytatják, és szerinte a polgári lakosság leromlott állapota miatt hagyta el a területet. Egy libanoni tisztviselő azt mondta, a Szír hadsereg minden áron vissza akarta szerezni Homszot, és hozzátette, hogy amennyiben ez sikerül, az ellenzéknek nem maradna erőssége. Ayham Kamel, a Közel-Kelet egyik elemzője szerint a Szír Hadsereg Baba Amrt arra használta fel, hogy megüzenje, még mindig fontos szerepe van a csatatereken. Ráadásul megjegyezte, hogy Baba Amr a szervezet fontos bázisa volt, és ez volt az ellenzék egyik legfontosabb fegyverforrása. Március 1-jén az ellenzék a városból sikeresen kimenekítette az utolsó két francia újságírót – Edith Bouvier-t és William Danielst – a városból Libanon területére. Ez a Szabad Szíriai Hadsereg 6 katonájának az életébe került. A pár nappal előbb elmenekült brit Paul Conroy újságíró szerint ami ott folyt az „válogatás nélküli gyilkolás” és „mészárlás”, Homszt pedig a grozniji csatához hasonlította.
A menekülő helyiek a Homszban történt atrocitásokról számoltak be a BBC-nek. A menekülők azt mondták, a kormányhoz hű katonák a kerületben 36 férfit és fiút fogtak közre, akiket később kivégeztek. A szemtanúk szerint a lojalisták árvágták a foglyok torkait. Eközben az elit hadsereg tagjai nem szerepeltek megfelelően. Ezt ők annak tulajdonították, hogy többféle parancsot kaptak. Azt kapták utasításba, hogy civilekre és katonákra egyaránt lőjenek. Egyikük állítása szerint annak volt szemtanúja, amint parancsnoka egy idős férfit végzett ki. 2012. március 5-én a Channel 4 hírműsorában olyan, a katonai kórházban forgatott felvételeket lehetett látni, melyek szerint titkolt túlkapások történtek, sérült polgári lakosokat kínoznak – áramütéseket kaptak, eltörték a lábukat, pálcával és elektromos kábellel verték őket, az ágyhoz voltak láncolva, a nemi szervüket úgy összeszűkítették, hogy képtelenek voltak üríteni, az üszkösödéseket kezeletlenül hagyták. Baba Amr lakosai feldühödtek a Szabad Szíriai Hadseregre, mivel azok kivonultak. Az egyikük azt mondta, a felkelők gyávák, amiért elmenekültek, és hozzátette, hogy ő a helyükben akkor inkább már az első nap elmenekült volna, semmint egy hónapnyi ostrom után. A felkelők ismét visszavonultak, most egy Homsz közelében lévő falut hagytak el sebesen.
Az Al-Watan szíriai újság szerint külföldiek holttesteire bukkantak, akik közül az egyik európai volt, és állítólag egy újságíró, Espinoza útlevele volt nála. A kormány szerint „rajtakapták, amint egy felkelői csoportnak osztott parancsokat.” Az FSA szerint a felkelők közül Homsznál a csatában a felkelők között öt líbiait is megöltek.
Az ENSZ emberiességi vezetője, Valerie Amos szóvivőjének az AFO hírügynökségének adott interjúja szerint azt mondta, Homsz szíriai város „teljesen elpusztult”, és március 7-i látogatásakor puskaropogást hallott. Amanda Pitt, az ENSZ humanitárius ügyekkel foglalkozó szóvivője szerint Amost annak ellenére nem engedték be Homsz felkelők által birtokolt részére, hogy a szír külügyminisztérium azt mondta neki, az ország bármely táját felkeresheti.
A BBC Homszból március elején hazatért újságírója, Paul Wood elmesélte, hogy rengeteg olyan csoporttal találkozott, mely csak nőkből és gyermekekből állt, és nem volt mellettük férfi. Rajtacsapásokról és merényletekről beszéltek, és arról, hogy az átlagember fél attól, amit a kormány tesz, miután visszaszerezték az ellenőrzést.

### Karm al-Zejtún-i mészárlás
2012. március 9-én a Szír Hadsereg 30 tankja érte el Karm al-Zejtúnt. Ezután arról jöttek hírek, hogy a hadsereg a kerületben 26 nőt és 21 gyermeket mészárolt le, akik közül az aktivisták jelentései szerint többeknek átvágták a torkát. Az ellenzék szerint a gyilkosságok fő kitervelői a kormányközeli Sabiha milícia tagjai közül kerültek ki. A fő ellenzéki csoport, a Szíriai Nemzeti Tanács az ENSZ Biztonsági Tanácsának rendkívüli összehívását szorgalmazta, hogy megtárgyalják a szerintük március 11-én lezajlott „mészárlást”. Hadi Abdallah, az egyik szíriai aktivista ezt mondta: „Több gyereket tompa tárggyal vertek fejbe, egy lányt megcsonkítottak, több nőt pedig a gyilkosságok előtt megerőszakoltak." A testekről videófelvétel készült. A Szír kormány megerősítette, hogy megtörtént a mészárlás, de ahogy eddig is, most is azt állították, hogy a kerületben lévő „fegyveres bandák” követték el ezeket.
Március 13-án az ellenzékiek egy olyan videót töltöttek fel az internetre, melyen szerintük az látszik, ahogy a hadsereg lövi Karm al-Zejtún kerületét.

### 2012. március: bombázás és harc
2012. március 20-án a bombázások újabb körében állítólag 14 ember halt meg. A lövések másnap is folytatódtak, melyek fő célpontjai az ellenzék fő erősségei voltak Homsz északi részén, Khalidiya, Qussor és Bayada. A jelentések szerint a hadsereg behatolt Khalidiya területére. Az LLC ellenzéki aktivista csoport arról számolt be, hogy a bombázások második napján további 40 embert öltek meg, köztük 25-öt Khalidiya területén.
Március 24-én a legtöbb felkelői csoport elhagyta a heves bombázásnak kitett Bab Sbaa kerületet, mivel a hadsereg elérte ezt is, és több civil is a környező területekre próbált meg visszahúzódni. Az aktivisták még március 26-án is arról számoltak be, hogy a terület heves bombatámadások színhelye. Az egyik aktivista szerint a kerületben csekély az FSA jelenléte, és nem voltak abban a helyzetben, hogy akármit is tudtak volna csinálni. Egy másik aktivista később szintén megerősítette a kerület elfoglalását.
Április 2-án Juret al-Shayah kerületben az FSA 40 tagja elfoglalta a Nemzeti Kórházat. 78 holttestet találtak „a kórházi hűtőkben egymásra halmozva.”
Április 8-án egy aktivista a harcokat úgy jellemezte, mintha „eső módjára” hullanának az aknavetők az ellenzék kezén lévő Khaldiyeh kerületre. Az egyik szükségkórházban állítólag 40 holttestet raktak egymásra, melyeket az ellenzékiek ventilátorokkal legyezőkkel próbáltak meg lehűteni. Aktivisták szerint ezeket – más megvalósítható lehetőség híján – közkertekben kell eltemetni.

### Az ENSZ által tető alá hozott tűzszünet alatt
2012. április 14-én reggel heves bombázások voltak Juret al-Shayah és al-Qarabis kerületekben, melyekkel rögtön az első napon megszegték a Kofi Annan közreműködésével megkötött békeszerződést.
Április 15-i jelentések szerint a Szíriai Hadsereg a közeli katonai akadémiáról lőtte al-Waer kerületét. A SANA televízió szerint a terroristák 12 civilt is megöltek az alavita, Aszad-barát al-Zahra kerületben. Sokak szerint ezt a támadást az FSA követte el.
Április 16-án al-Khalidiya területét három irányból vették tűz alá. A kormány seregei lerohanták al-Bayada területét, melyet félig el is foglaltak. Megpróbálkoztak Juret al-Shayah és al-Qarabis lerohanásával is, de az FSA visszaverte az itteni próbálkozásaikat.
Április 20-án a felkelők egyik vezetője azt mondta, 2011. április óta a Farouq Dandár 2000 tagját ölték meg Homsz tartomány területén. Ekkor már olyan beszélgetések zajlottak Qusayr területén a felkelők között – akik között sokan Baba Amr kerületből menekültek ide – hogy Homszt teljes egészében fel kellene adni.
A Sky News egyik tudósítója, Tim Marshall bejutott a felkelők kezén lévő al-Khalidiya kerületbe. Marshall szerint az FSA még mindig a város elég nagy részét tartja ellenőrzése alatt. A heves támadások ellenére még mindig több ezer ember lakik a körzetben. Az FSA által hetekkel korábban elfoglalt Homszi Nemzeti Kórház a jelentések szerint a kormány folyamatos légi támadásai hatására teljesen megrongálódott. Marshall május 1-i jelentése szerint a hadsereg orvlövészei még mindig aktívak a városban. Sok utcán a házak között az utca egyik szélétől a másikig ponyvákat feszítettek ki, valamint betonfalakat építettek, hogy ezekkel is csökkentsék az orvlövészek látóterét. Kisebb, az orvlövészek által könnyebben belátható utcákon a lakosok általában sprintelve futnak át. Az FSA homszi parancsnoka, Abdul Razzack Tlas szerint az orvlövészek tevékenysége ellentétes az ENSZ által tető alá hozott tűzszünettel, bár az ENSZ szerint egyik fél sem tartja be teljesen az előírtakat.
Április végén az ENSZ megfigyelői azt jelentették, hogy Homszban csak átmeneti nyugalom honol, május elejére pedig lényegében abbamaradtak a hadsereg támadásai, annak ellenére, hogy elszórtan még mindig lehetett utcai lövöldözésekkel és bombázásokkal találkozni. A város nagy része a kormány ellenőrzése alatt állt, de az ellenzék kezén maradtak területek, melyek annak 15-20%-át tették ki, egy ugyanekkora részen pedig folyamatban voltak a harcok.
Májusban az amerikai egyház arról tájékoztatott, hogy Homsz Hamida kerületében támadás érte az ottani Örmény Apostoli Egyházat, mely éppen akkor állított fel isahakyani iskolájuk templomában egy kórházat.
Május 24-én az ENSZ egy paneljelentésben arról számolt be, hogy bár a szír hadsereg több ízben is megszegte az emberi jogokat, és emellett „az állami biztonsági szolgálatok halálos erőket vetnek be Idlibben, Homszban, Hamában, Aleppóban és Damaszkuszban a kormányellenes tüntetések leverése érdekében” „az erőszakoskodás nehezét pedig még mindig a civilek viseli. ”Emellett a felkelő erőkhöz tartozó FSA-t is felelősség terheli több, fogságba esett katona kínzása és kivégzése miatt. A paneljelentés forrásai között szerepeltek az FSA katonái is szemtanukként, akik maguk is részt vettek a gyilkosságokban. A Farouq Dandárhoz tartozó egyik disszidens azt nyilatkozta, hogy olyan katonákat is kivégeztek, akik kínvallatás hatására beismerték a polgári lakosság ellen elkövetett bűneiket. A meggyilkoltak között állítólag három iráni orvlövész is volt. Jabal al Zawiya és Deir Sinbal kerületekben a jelentések szerint az FSA azért állított fel átmeneti börtönöket, hogy az elfogott katonákat tartsák ott rabságban.
Május 26-án William Hague brit külügyminiszter azt mondta, a Húlában, egy Homsz közelében fekvő városban elkövetett mészárlásokra Nagy-Britannia „erős választ” fog adni. Az ENSZ Biztonsági tanácsának egy Oroszország és Kína által is elfogadott jelentése elítélte az adott mészárlást, mely eszerint a „kormány légi és szárazföldi lövéseinek polgáriak által lakott területre hullása miatt alakult ki.” Elítélték, hogy állítólag a kormány nehéztüzérséget vetett be polgári lakosság ellen.
Május 29-én Homsz közelében megölték Bassel Shahade fiatal szíriai filmrendezőt, aki a konfliktus idején forgatott Homszban, és éppen arról beszélt az egyik filmjéhez készített felvételen, hogy a hadsereg hogyan vette ostrom alá a várost.
Május 30-án az ellenzék olyan felvételeket tett közzé, melyeken állítólag az látszik, hogyan kezdte meg ismét a szír hadsereg a város elleni harcot.
Június 6-án a CNN arról tudósított, hogy a Kairó utca lett az al-Kalidiya városrészt ellenőrzés alatt tartó FSA és az al-Bayada területét ellenőrzése alatt tartó Szír Hadsereg között az ütközőterület. A videón az látszik, ahogy rádión keresztül szervezik az eseményeket, és hogyan alakítanak ki lyukakat az egymás mellett lévő házakban, így is a minimálisra csökkentve az utcán töltött idő hosszát.

### 2012. június: a hadsereg támadása
2012. június 8-án olyan jelentések jelentek meg, melyek szerint az FSA kezén lévő al-Kalidiyah felett percenként 10 lövést is leadtak. A bombázás után a Szíriai Hadsereg megpróbálta lerohanni a kerületet.
Június 9-én a szír hadsereg lerohanta a felkelők kezén lévő al-Gúta területét, és razziázni kezdett a területen. A város több részéről is bombázásokat jelentettek, melyekben 25 ember meghalt. Legtöbben a már több mint egy napja tűz alatt tartott al-Khalidiyah részen haltak meg. Gúta elfoglalásával a hadsereg teljesen körbezárta a város felkelők kezén lévő részét, és teljesen elzárta őket a külvilágtól.
Június 10-én korán reggel a felkelők elfoglalták a hadsereg egyik, Homsztól északra fekvő légi bázisát. Ebben a reptéren dolgozó egység 22 tagja is segített nekik. Több gránátot is bevetettek, és azzal fenyegetőztek, hogy ha Aszad elnök nem adja meg magát, akkor rakétákat lőnek ki a damaszkuszi elnöki palotára is. Azonban nem sokkal később a hadsereg megtámadta a bázist, és röviddel később vissza is foglalta azt. A felkelők nem tudták magukkal vinni a nagy és nehéz SA–2 föld-levegő rakétakilövőt. Az egyik, műholdképek gyártására szakosodott cég egy olyan felvételt tett közzé, melyen al-Ghanto reptere a légi támadások után teljesen lángokban állt. Ellenzéki aktivisták Homsz sokkal hevesebb bombázásáról tettek közzé információkat.
Június 12-én az ellenzék kezén lévő al-Khalidiyah lakosai azt mondták az Al Jazeera English tudósítójának, hogy három napja víz és elektromosság nélkül kell a saját házaikban maradniuk. Más kerületeket úgyszintén bombáztak. A hadsereg által március elején visszafoglalt Baba Amrban a kerület egyik legnagyobb ellenőrző pontjánál, Kafar Aya mellett, a kormány két tankját gyújtották fel. A jelentések szerint az FSA helyi erői ismét támadásba lendültek, hogy csökkentsék az al-Khalidiyahra és a többi, bombázott területre nehezedő nyomást.
Június 15-én újabb harcok bontakoztak ki, a Hadsereg a hírek szerint Baba Amr mellett más kerületeket is elkezdett bombázni. Az FSA Baba Amrban lévő dandárja azt mondta, két napja megszerezte a városrészbe vezető ellenőrző pont felett a hatalmat. Az FSA szerint seregeik megpróbálták visszaszerezni Baba Amr kerületét, a bejáratokat el is foglalták, de a hadsereg helikopterei miatt vissza kellett vonulniuk.
Majd június 17-én, miután heves harcokat vívtak a kormány seregeivel Baba Amr szélénél, ellenzéki erők arról számoltak be, hogy a felkelők a kerület nagy részét visszafoglalták. Ezt azonban független forrásokból nem erősítették meg. Ugyanakkor az egyik aktivista arról számolt be, hogy a kormány fokozta a város elleni támadásait, és rendszeresen lőtte a környező településeket is. A jelentések szerint a város összes kórháza a Sabíha kezére került, így több tucat sérült ellátás nélkül maradt. A hadsereg Homsz kerületei között elvágta az összeköttetést. Az egyik ellenzéki szónok szerint "Homsz 85%-át most vagy levegőből bombázzák, vagy aknavetőkből és nehéztüzérségi fegyverekből lövik.” A becsapódások a város felkelők kezén lévő részeit, Óhomszt, al-Khalidiyat, Jourat al-Shayyaht, Qarabist és al-Bayadat érték.
A szír ellenzék szerint a harcok addigi pontjáig 30.000 kormánypárti katona hullott el a városnál. Az SNC szerint „mészárlás van kilátásban”, mivel szerintük a kormány „kegyetlen merényletre készülhet”, melyben le akarják mészárolni a város megmaradt lakosait.”
Június 19-én Baba Amr körzetéből kiterjedt összecsapásokról érkeztek hírek, és miután a hírek szerint a harcokban felrobbantottak egy olajvezetéket, fekete füst terjengett a környék fölött.
Július 20. környékén a felkelők teljes erőből támadták Baba Amr kerületét., miután állítólag a felkelők két, a kerületben lévő bázisról több száz katonát mozgósítottak. Válaszul a harcok kezdete óta először a hadsereg helikopterekre szerelt fegyvereket vetett be. Eközben az Óhomszban lévő felkelők még mindig vissza tudták verni a hadsereg támadásait.
Ekkorra a városban maradt keresztényeket a felkelők által ellenőrzött, de a harcok helyéül szolgáló Hamidiyeh és Bustan Diwan kerületekben csapdába csalták. Folyamatban volt ekkor egy negyedik megbeszélés, hogy a felek tűzszünetet kössenek, mialatt kimenekíthetik a városban ragadtakat. A főtárgyaló azonban esélytelennek érezte a helyzetet. Azt mondta, előző alkalommal a Szír Hadsereg két órát adott a közvetítőknek, hogy kimenekítsék a bennragadt lakosokat, de eközben a felkelők megállították őket. Ezt egy homszi lakos is megerősítette, aki attól félt, hogy a felkelők csapdában akarják tartani a keresztényeket, hogy őket használják fel tárgyalás közben, mikor a hadsereg egyre inkább növelte a városra mért támadások intenzitását. Akik kimenekültek, letelepedtek egy területre a városon kívül, mit később a Keresztények Völgyének neveztek el.
Június 28-án a SANA több véres incidensről számolt be Homsz körzetéből. Az egyik szerint a felkelők tüzet nyitottak az al-Baath Egyetem egyik professzorára, akit ki is végeztek. Vele együtt megölték az édesanyját, édesapát és testvére három gyermekét. Ezután a biztonsági erők egy csoporttal csaptak össze, ahol 10 embert megöltek, 20-at pedig megsebesítettek. Az áldozatok közül két arab másik országból származott. Ugyanekkor a biztonsági erők egy másik rajtaütésében Taldaw külvárosban megöltek egy felkelőt, és lefoglalták egy titkos fegyverraktár teljes tartalmát. A biztonsági művelet közben több harcosával közösen megölték a felkelők egyik vezérét, Khaled al-Hamadot akit Abu Sakar néven is ismertek.
Június 29-én a SANA szerint Homsz Joret al-Shayyah negyedében a harcok alatt a felkelők egy újabb vezérével végeztek. Több másik felkelő akkor halt meg, mikor a titkos fegyverraktárban egy robbanóöv lépett működésbe.
Július 2-án a hadsereg kitartóan elkezdte bombázni Joret al-Shayyah, al-Khalidiyah és az Óváros felkelők kezén lévő kerületeit.
Július 3-án a hadsereg megpróbálta lerohanni Joret al-Shayyah kerületét.
Július 5-én, a megújult katonai offenzíva 29. napján folytatódott Joret al-Shayyah kerület heves bombázása. A harcok folytatódtak Al Sultania kerületben, a helybéliek pedig teljesen elhagyták a jelentések szerint már elpusztított Baba Amr kerületet.
Július 9-én újabb bombák zuhantak az Óvárosra és Joret al-Shayyah valamint al-Khalidiyah kerületekre, és Al Sultania területén is tovább folytak a harcok. Az összecsapásokan hét katonát megöltek.
Július 11-én még mindig támadták Joret al-Shayyah területét, és még mindig nem csitultak a harcok Qarabees kerületnél sem.
A Press TV egyik hírtudósítója meglátogatta Joret al-Shayyah kerületet, és megerősítette, hogy a kerület továbbra is vitatott terület, melynek egyik felét a hadsereg, a másik felét a felkelők ellenőrzik. A hadsereg egyik tisztviselője arról számolt be, hogy seregei Joret al-Shayyahban az éppen folyó harcokban 400 felkelőt megöltek vagy megsebesítettek.

### Patthelyzet
2012. július 21-én lázadás tört ki a központi börtön régi épületénél. Több őr is átállt, és a felkelőket támogatta, azonban a biztonsági erők körbevették a börtönt, a rabokkal összecsaptak, és 3-4 ember meghalt. Az aktivisták szerint 5000-6000 elítélt lehetett a Homszi Központi Börtönben, és mészárlástól tartottak. Később arról érkeztek hírek, hogy a zendülést leverték.
Július 29-én a SANA azt állította, hogy a kormány katonái 16 külföldi felkelő harcost megöltek, többeket pedig elfogtak a városban. A kormány hírszolgálata ezen felül azt állította, hogy másnap al-Khalidya területén megölték a felkelők egyik vezérét, Hamza al-Tesht.
Augusztus 4-én a rádió azt mondta, al-Hamidieh kerületben a hadsereg egyik támadásában 40 felkelő fegyverest megöltek, többeket pedig megsebesítettek. Másnap a SANA azt mondta, több tucat felkelő meghalt, mikor Jouret Ashayah kerületben felrobbant a lőszerraktáruk.
Augusztus 7-én 16 lakost, többségében alavitákat és keresztényeket öltek meg a felkelők. Aznap a SANA azt állította, egy összecsapásban hét felkelőt öltek meg.
Augusztus 12-én a hadsereg behatolt al-Shamas kerületébe, és 350 embert letartóztatott, akik többsége, fiatal, sorköteles korban lévő férfi volt. 10 őrizetbe vettet kivégeztek, a többi 340 sorsáról nincs információ. Az ellenzéki SNC szerint a kivégzett férfiak civil lakosok voltak, míg az SOHR aktivista csoport megerősítette, hogy a férfiakat letartóztatták, de kivégzésekről ott nem tettek említést. Shamas kerületben három gyereket megöltek, miközben egy minibuszról a szüleikkel közösen megpróbáltak kiszabadulni. A hadművelet után a dandártábornok lemondott, mert állítása szerint Shamas kerületben nem voltak az FSA-hoz hű elemek, a hadművelet alatt a Sabíhát iráni tanácsadók irányították. A Watan szíriai újság szerint 40 felkelőt megöltek, 70-et pedig fogságba ejtettek azal-Sharmasban zajló hadművelet alatt. Aznap a hadsereg al-Hamidyehben is hadműveletet indított, miközben két rejtekhelyen több tíz felkelővel végeztek, és eközben egy lőszerraktárat leromboltak. Az állami média jelentése szerint a hadsereg Tablisehben 26 embert őrizetbe vett.
Augusztus 13-án a speciális erők egyik dezertált őrnagya azt mondta, a hadsereg alavita vezetői olyan homszi tizenéves lányok megerőszakolását rendelték el, akiket később kivégeztek. Az elmenekült őrmester szerint a parancsot megtagadókat a hadsereg lelövette.
Szeptember 4-én az FSA egyik ezredese egy, a YouTube-ra feltöltött videóban bejelentette a „Forradalmi Katonai Tanács” homszi megalakulását. Ebben Fatih Fahd Hasoon ezredes bejelentette, hogy azért hozták létre a tanácsot, hogy egyesítsék az FSA dandárjait a központi szíriai kormányzóságban. Fenyegetései szerint a tanács "felszabadítja Szíriát Aszad csapatának uralma alól,” magát pedig a csoport vezetőjének nevezte.
Szeptember 5-én a Breaking News Network arról számolt be, hogy Bab Hud kerületben 40 felkelőt öltek meg a Szír Hadsereggel való összetűzésük közben. A Sham média szerint 32 emberrel egy mennyiségi támadásban végeztek.

### 2012. október: A hadsereg támadása
2012. október 5-én hónapok óta a leghevesebb bombázás érte Homsz városát, mikor harci repülőgépek, tankok, légi rakéták és aknavetők vették célba a város felkelők kezén lévő részeit, így Óhomszt, Khaldiyat, Qusourt és Jouret el-Shayaht.
Október 8-án a hadsereg előre tört a felkelők kezén lévő Khalidiya kerületben, miközben heves harcok dúltak, és egyes jelentések szerint ez volt a legördögibb támadás. A felkelők is megerősítették az előretörést, akik szerint a légi bombázásban megrongálódott épületek miatt kellett visszavonulniuk, melyeket korábban a hadsereg és a felkelők közti védővonalként használtak.
2012-re a Hezbollah a szomszédos al-Qusayr területén nyíltan együttműködött a Szír hadsereg erőivel. Az egyik katonai forrás szerint októberben a hadsereg széleskörű hadműveletet indított, hogy megszerezze a még a felkelők kezén lévő területeket is Homszon belül, és a közeli Al Qusayr városban egyaránt. A forrás szerint a hadművelet befejezéséhez egy hétre van szükségük. Al Qusayr ennek ellenére is a felkelők kezén maradt, akik a hírek szerint a Hezbollah 60 emberével végeztek. További 16-ot az FSA egyik vezető beosztású tisztviselője szerint fogságba ejtettek Homsz Sayida Zeinab és Qabboun kerületeiben.
Homsz egyik felkelők által elfoglalt kerületében élő lakos szerint nagyon heves bombázás érte a területet. Hozzátette, hogy a város 75%-a a szír hadsereg ellenőrzése alatt áll, a maradék pedig a hadsereg támadásainak ereje miatt bármikor eleshet.
Október 9-én a felkelők kezén lévő Hamidiya kerület egyik lakója pszichológiai hadviselésként jellemezte a szíriai hadsereg offenzíváját, mely Homsz Óvárosában alig valami, vagy szinte semmi előrelépést nem tudott felmutatni, mivel a felkelők seregei mindig visszaverték a támadásaikat. Ez ellentétes az egyik ellenzéki aktivista azon nyilatkozatával, mely szerint a hadsereg „Khaldiyeh egy részét lerohanta”. Ezen felül előző nap olyan jelentések érkeztek, melyek a felkelők visszavonulásáról szóltak, s melyeket a felkelők vezetője is megerősített. Ráadásul a Hadsereg folyamatos előretörésről számol be a kerületből, ahol a hírek szerint még vannak a felkelőknek támaszaik.
Október 10-én a kormánypárti „Al Watan” hírlap arról számolt be, hogy néhány, a felkelők által még őrzött környékbeli terület kivételéve Homsz teljes egésze a kormány kezére került. A Szír Emberi Jogi Megfigyelő Csoport egy e-mailben arról tájékoztatott, hogy a hadsereg ismét lövi Khalidiya, Jouret Shiyah és Óhomsz területét. Abu Bilal al-Homsi ellenzéki aktivista "Skype"-on keresztül Homszból a következőket nyilatkozta az "AFP" hírügynökségnek: „Teljesen bekerítettek minket, egyáltalán nincs kijárat.” A nem kormányzati szervezeteket arra szólította fel, hogy küldjenek minél több segélyt, és arra is rámutatott, hogy „a kórházak túl vannak terhelve ellátásra szoruló sebesültekkel, akiket ki kellene menteni.” Az aktivisták visszautasították a kormány igényeit, az FSA egyik ezredese pedig rámutatott, hogy a kormány egyetlen kerület felett sem vette át az irányítást, de „míg egyes kerületekben előre törnek, más kerületekben visszavonulnak.” Megerősítette, hogy „Azsad csapatai másra sem képesek, mint lerohanni a kerületek bejáratait, majd ezután onnan az általuk okozott károk mértéke ellenére visszavonulni.”
Október 12-én a szír hadsereg egy újabb támadássorozatot indított, melyben légi és szárazföldi haderőt is bevetve támadták meg Homszt és a környező városokat. Khalidiya területét egy nappal azután, hogy a hadsereg súlyos vereségeket szenvedett a kerület elfoglalásakor, igen erős támadás érte. Az ellenzék szóvivője szerint 50 kormánypárti katona halt meg az összecsapásban.
Október 13-án a hadsereg jelentése szerint 25 felkelőt öltek meg Bab al-Hood kerületben.
Október 14-én a felkelők közelebb kerültek a Déli Baba Amr kerülethez. Az ellenzék egyik szóvivője azt mondta: „A Déli kerületben mindennaposak a hadsereg és az FSA közötti fegyveres összetűzések. Az FSA-nak sok osztaga van Homszban. A hadsereg és az FSA részéről is sokan elestek.” Hozzátette, hogy „Homsz környékén igen kevés polgári lakos maradt.” Bab Hudban és Bab al-Turkmanban jelentős harcok dúltak, a halálos áldozatok számáról egyik oldalról sem hoztak nyilvánosságra adatokat.”
Egy szír katonai tisztviselő szerint október végére 1500-2000 felkelő maradhatott Homsz Óvárosában. Ekkorra a hadsereg megtisztította Bab al-Sebaa területét, mikor is a harcok végén elfoglalták a felkelők által erősségükként felhasznált iskolaépületet.

### 2012. decemberi helyzet
2012. december közepére a hadsereg az Óváros és Khalidiya kerület kivételével visszafoglalta a teljes várost, de a hadsereg ezekben a térségekben is nyomás alatt tartotta a felkelőket. A felkelők orvlövészeik segítségeivel és aknavetőkkel lőtték a kormány seregeit, de a város nagy része nyugodt volt, a boltok és a piacok szabadon működtek, a közlekedés pedig minden baj nélkül folyt. Az egyik buszvezető szerint: „Homsz még Damaszkusznál is biztonságosabb.” Az örmény terület még azon kevés rész közé tartozott, ahol még nem tért vissza minden a régi kerékvágásba, mert ezt a környéket a felkelők az Óvárosból még mindig bombázták. Az egyik ilyen alkalommal egy négyemeletes ház dőlt össze, miközben 5 ember meghalt, 37 pedig megsebesült. A bombázók továbbra is tűz alatt tartották a felkelők kezén lévő területeket, a Sky News beszámolója szerint pedig úgy néztek ki a felkelők kezén lévő területeken valamint a frontvonalakon, mintha valami alacsony felszereltségű gerilla háború folyna.
December 23-án ellenzéki aktivisták azt állították, Bayada kerületben a kormány katonái méreggázzal töltött bombákat vettek be, aminek következtében hat vagy hét felkelő meghalt, további 70 pedig rosszul lett. A helybéliek semmit nem tudtak a gáz fajtájáról. Az ellenzékhez átállt Abdoul-Aziz Jassius al-Shallal vezérőrnagy, a szír katonai rendőrség egykori vezetője szerint is használhattak idegméregként ható ágenseket. Az egyik amerikai tisztviselő azt mondta a Danger Room-nak, hogy az áldozatok videófelvételei alapján: „Ez valahogy nem fér össze a kémiai fegyverekkel.” Moshe Ya’alon izraeli miniszterelnök-helyettes szintén megkérdőjelezte a felkelők állításait, mert hangjaikból hiányzik a hitelesség.
December 24-én a Szíriai Hadsereg megtámadta a felkelők kezén lévő Deir Baalba kerületet, majd több napnyi heves harcot követően, miután a felkelők kivonultak a területről, december 29-én a hadsereg elfoglalta a teljes körzetet. A területet már több hónapja ostromolták. Deir Baalba elestével már csak Khalidiya és az Óváros maradt a kezükön, mint utolsó, megvédhető területek. Másnap a hadsereg ismét tűz alá vette a még a felkelők kezén lévő kerületeket.
A kerület eleste után az ellenzéki aktivisták szerint a hadsereg 150-220 embert körbefogott, majd a Petrokémiai Egyetem környékére vitték, ahol kivégezték őket, holttesteiket pedig elégették, vagy elszállították. Az ellenzéki Shaam hírszolgálat jelentése szerint nagyjából 150 elszenesedett holttestet találtak Deir Baalba körül. Független forrásból ezeket az információkat azonban nem erősítették meg, az egyik ellenzéki aktivista pedig mindössze 27 holttesttel tudott elszámolni.

### 2013. január-február: a hadsereg támadása és az ellenzék ellentámadása
2013. január 15-én a hadsereg katonái lerohanták a város szélén fekvő Basatin al-Hasawiya falut. Ellenzéki aktivisták szerint a hadművelet alatt a kormány milicistái és katonái 106 embert végeztek ki, köztük több gyermeket és nőt is. Voltak akiket lelőttek, másokat leszúrtak, vagy esetleg halálra égettek.
Január 20-án, miután a városon kívülről próbáltak meg felkelők bejutni a város belsejébe, a hadsereg megtorló offenzívába kezdett, amivel megpróbálták feltartani a felkelők előrenyomulását. Három nap alatt, január 20-22 között Homsz nyugati részén elharapóztak az összecsapások, és eközben 130 katonát és kormánypárti aktivistát megsebesítettek, akik közül 23 halálhírét megerősítették. A jelentések szerint január 25-ig további 120 polgárt és 30-40 felkelőt megöltek. Ellenzéki aktivisták szerint Tartuszból 100.000 katonát küldtek a környékre erősítésként. A hadsereg egy kulcsfontosságú kereszteződés védelmére koncentrált a város külső részén, mely fontos volt az ország belsejébe vezető kormányzati utánpótlási útvonal szempontjából. Január 26-án további 20 felkelőt és civilt öltek meg a Jobar-Kafraya farm környékén, Homsz délnyugati sarkánál folyó harcokban. Egy földalatti szükségkórházban dolgozó egyik orvos szerint körbevették a civileket és az ellenzék seregeit. A közeli Qusair város felkelői megpróbálták enyhíteni a Homsz nyugati felére nehezedő nyomást, és két nappal korábban látványosan sikerült visszaterelniük a kormány seregeit. A hadsereg azonban légvédelmi és tüzérségi fegyverekkel szórta meg a területet. A hetekkel korábban ledobott lőszerutánpótlás ellenére a városban maradt fegyveres ellenzék egyre inkább vesztett erejéből, mert a nyugati területeken egyre szorosabbra fogta a hadsereg az ostromgyűrűt.
Ugyanakkor a BBC News arról számolt be, hogy a kormány ellenőrzése alatt lévő nagyobb részén a városnak „visszatért a törékeny nyugalom.”
Február 14-én a szír hadsereg elfoglalta a délnyugati Jobar kerületet, miután a felkelők kivonultak a területről. Egy héttel korábban a katonaság a délnyugati Kafraya kerületet is tűz alá vette.
Február 28-án a felkelők aktivistái olyan videófelvételeket tettek közzé, melyeken szerintük Al-Qarabis kerület romlása látható, amit akkor észleltek, miután állításuk szerint lerohanták, és elfoglalták.

### 2013. március: a hadsereg megújult támadásai és az ellenzék ellentámadásai
2013. március 13-án a kormányerők egy erőteljesebb támadást indítottak Homsz felkelők kezén lévő részei ellen, ahol eközben a felkelők erősítést kaptak a közeli Al-Qusayr területéről. Az Óváros, Jouret al-Shiah, Khaldiyeh és Qarabees kerületek tartoztak a megtámadott körzetei közé. Azt mondták, mindkét oldalon ez volta a legvéresebb támadás az elmúlt hónapok során.
Március 6-án egymás után negyedik napja lőtte a hadsereg a levegőből az Óvárost és Khaldiyeh negyedet.
Március 10-én az éj leple alatt a felkelők beszivárogtak Homsz Baba Amr kerületébe. Reggel támadást indítottak a kormány kerületbeli állásai ellen. Egy ellenzéki aktivista szerint a hadsereg ellenőrző pontjainak alig volt arra ideje, hogy rájöjjenek, egy támadás kellős közepében vannak. A hadsereg katonái Baba Amrben több utcát lezártak, a légierő pedig légi támadásokat hajtott végre a kerület ellen. A felkelők rajtaütésének állítólag az volt a célja, hogy csökkentsék a többi felkelői kézen lévő kerületre nehezedő katonai nyomást. Ugyanakkor a harcok tovább folytak Óhomszban és Khaldiyehben, ahol a hadsereg ráadásul még tovább fokozta a nyomást.
Március 12-én még mindig tovább folytak a heves harcok a kormányerők tankjaival szembe néző Khaldiyehben és a hadsereg rakétalövéseinek kitett Baba Amrban. Az nem világos, hogy a legutóbbi támadás óta a felkelők Baba Amr mekkora részét szerezték meg, vagy mekkora rész van még ezután is az ő kezükön. A lakosoknak el kellett hagyniuk a lakásaikat, mert a hadsereg nehéztüzérséggel támadta meg a területet. Az ENSZ egy élelmezési szervezete arról számolt be, hogy a Baba Amrban kiújult harcok miatt 3000 családnak kellett elhagynia az otthonát a harcokkal sújtott területeken.
Március 14-én a hírek szerint a szír hadsereg lőtte Bab Hud, al-Turkman, Bab Dreib, Bab Tadmur és al-Sefsafa kerületeket. 20 felkelő és 22 katona halt meg a harcokban.
Március 25-én a Press TV arról tudósított, hogy a hadsereg megerősítette Baba Amr védelmét. Röviddel később az ellenzéki SOHR is beszámolt arról, hogy a hadsereg átvette a kerület jelentős része felett az ellenőrzést, a kerület kertes részeiben azonban még mindig nem csendesedtek le a fegyverek. Március 26-án az SOHR megerősítette, hogy Baba Amr teljes egésze a hadsereg kezére került. Eközben a város Jobar szektorából érkeztek hírek összecsapásokról. 2013. március végére és április elejére a kormány csak a Hezbollah közbeavatkozásának köszönhette, hogy még több kulcsfontosságú terület az ő ellenőrzése alatt áll a városban.

### Óhomsz és Khalidiya különválása
2013. május 2-án a Hezbollahhal és az iráni harcosokkal megerősített szír hadsereg behatolt a stratégiai fontosságú Wadi al-Sayeh kerületbe, és ott átvette a hatalmat. A kerület az ellenzék kezén lévő Óhomsz és Khalidiya kerület között fekszik, így a két kerület teljesen szét lett választva egymástól, és mindkettőt körbe kerítették.

### 2013. június július: a hadsereg támadása és Khalidiya eleste
2013. június 28-án a hadsereg elfoglalta a Homsz mellett fekvő Al-Qariatayn városát.
Június 29-én a hadsereg Homsz több, felkelők kezén lévő részén indított támadást, miközben légvédelmi lövedékekkel és aknavetőkkel szórta meg azokat. A hadsereg egyik tisztviselője ezt nyilatkozta az AFP-nek: "A hadsereg beavatkozásai soha nem szakadtak meg Homszban, azok intenzitását azonban az igényekhez alakítjuk.” A légi bombázás reggel 9 órakor kezdődött, és három órán át tartott, míg szárazföldi csapatok nem érkeztek a városba. Egyes források szerint a szír állami televízióban elhangzott, hogy a hadsereg „nagy sikereket” ért el a homszi csatában, „Khalidiya kerületben pedig több terroristát is megölt”. A Khalid ibn al-Walid mecset körül Khalidiya kerületben heves harcok törtek ki, és korábban ezt az épületet is lövés érte. Homsz Óvárosában az egyik aktivista azt mondta, a hadsereg „órák óta rakétakilövőket használ.” Arról is beszámolt, hogy a vizet, a telefonos vezetékeket és az áramot is elvették tőlük, csak a műholdas kommunikáció használható. “Már csak a levegőt nem vették el tőlünk, amit belélegzünk.”
Június 30-án, a támadás második napján a hadsereg a kikövezett piacot akarta bevenni, mert ez köti össze az Óvárost Khalidiya területével. Ezzel a két kerület közti átjárhatóságot akarta megszüntetni. A harcok folyamatosak voltak Baba Amr és Óhomsz több helyén is.
Július 3-án egy ellenzéki aktivista azt állította, a harc most már épületről épültre halad, a hadsereg pedig megpróbálja blokád alatt tartani a felkelők által ellenőrzött részeket. Azt mondta, a kormány úgy tisztítja meg a területet a felkelőktől, hogy rakétákkal támad az épületekre.
Július 5-én éjszaka történt meg először hogy a hadsereg áttörte a felkelők első védelmi vonalát, bejutott Khalidiya területére, és ott több épületet is elfoglalt.
Az SOHR szerint az offenzíva első két napján a kormány seregének és a hadseregnek 32 katonája halt meg, közülük 24 az első nap, további nyolc kormánypárti harcost július 4-én öltek meg. Az elesett felkelők számáról nincsenek információk, de július 5-én biztos meghalt öt.
Július 6-án arról szóltak hírek, hogy a harc a hadsereg érdekei szerint alakul, mivel a felkelők kifogynak a fegyverekből. Eddigre Khalidiya épületeinek 60-70%-a megrongálódott, vagy teljesen lakhatatlanná vált.
Július 8-án a kormány seregei újabb területeket szereztek meg Khalidiyán belül. Az ellenzék szerint a hadsereg a kerület 40%-ára tett szert, míg saját bevallásuk szerint majdnem a teljes körzet a hatáskörük alá tartozik. Mind a két fél megerősítette, hogy a kormány megszerezte a Khalid ibn al-Walid mecset körüli területet. Reménytelenségükben a felkelők azzal fenyegetőztek, hogy amennyiben a hadsereg belép a mecsetkomplexum területére, felrobbantják magukat.
Július 10-én a hadsereg több területet is elfoglalt Bab Hud kerületben. A kormány légi támadásai továbbra is folytatódtak Khalidiya, Wadi al-Sayeh, Hamidiya, Bab Hud és Baba al-Turkman kerületekben, miközben ellenzéki aktivisták szerint a legtöbb polgári lakos már elhagyta a területet, csak a felkelők és családjaik tartózkodnak ott.
Július 11-én a felkelők már a városból kivonulásra készültek, mert folyamatos atrocitások érik az embereiket, a hadsereg pedig óriási túlerővel bombázza a levegőből a területet. Diplomaták és ellenzéki aktivisták jelentései szerint az utolsó ellenzéki erősség napokon belül elesik Homszban, mert az ellenzék úgy döntött, „feláldozza” az ország harmadik legnagyobb városát a kormány javára.
Július 22-én az ellenzéki aktivisták arról számoltak be, hogy a hadsereg lövései lerombolták a Próféta egyik kísérőjének a mauzóleumát a Khalid ibn al-Walid mecsetben.
Június 24-én olyan hírek érkeztek, melyek szerint az ellenzék kezén lévő területek kormányzati bombázása „az elmúlt napokban” szünetelt, miután a felkelők több héten át Grad rakétákkal lőtték a város más részeinek a kormányzatot támogató lakóinak otthont adó területeket. Július 25-én azonban már több légi támadásról is jöttek hírek Khalidiya területéről.
Július 26-án a kormány seregei tovább hatoltak Khalidiya és Jouret el-Shayah belseje felé. A hadsereg már csak 50 méterre volt a Khalid ibn al-Walid mecsettől. Másnapra keletről katonák egy csoportja belépett a mecset területére, a hadsereg pedig a teljes létesítményt elfoglalta. A kormány és a Hezbollah seregei Khalidiya 60%-a felett átvették az irányítást. Éjszaka az állami televízió olyan felvételt tett közzé, melyet a nagyon megrongálódott mecset belsejéből sugároztak. A felvételek szerint a sír boltozata leomlott, és úgy tűnt, a mecset egy másik részlege leégett.
Július 28-ra egyes bescslések szerint Khalidiya 70%-a a hadsereg felügyelete alá került, harcok már csak a kerület északi és déli szélein folytak. A hadsereg tisztviselői szerint Khalidiya északi része még mindig a felkelők kezén van. Már csak Óhomsz volt teljesen a felkelők ellenőrzése alatt, ahol becslések szerint 1000 harcos tartózkodott. Másnap az ellenzék aktivistái megerősítették, hogy a kerület 90%-a a hadsereg kezén van, szórványos lövöldözések pedig a déli területeken fordulnak elő. Éjszaka az SOHR arról számolt be, hogy Masakin al-Mu'alimin negyed elfoglalása után a teljes Khalidiya a kormány ezére került.
Ezalatt a hadsereg felrobbantotta a felkelők utolsó, Óhomszba vezető csempészalagútját, így a területet most már véglegesen bekerítették.
Augusztus 1-jén a felkelők rakétákkal lőtték Homsz Wadi Dahab kerületét, miközben eltalálták az egyik nagy fegyverraktárat, melynek felrobbanásakor legalább 40 ember meghalt és legalább 120 megsebesült.
Augusztus 5-én Fahd Jassem al-Freij szíriai védelmi miniszter találkozott az elfoglalt Khalidiya kerületben lévő szír katonákkal. Az állami "SANA" hírügynökség szerint a tábornok tett egy túrát a területen, és „meglátogatta azokat a katonai egységeket, melyek visszaállították a terület biztonságát és stabilitását.”

### Óhomsz ostroma
2013. szeptember 21-én a The Australian újságban "Homs misery 'like siege of Stalingrad'" címmel megjelent egyik riport egy a városban maradt orvost idézve azt állítja: „3000 ember maradt a városban, közülük 100 sérült, sok nő és gyermek is van köztük.” A forrás tovább jellemzi a városban maradtak helyzetét, melyek szerint „az Óvárosban, az utolsó, még a felkelők kezén lévő területen a városon belül az épületeket a robbantások teljesen letarolták, a lakosok pedig pincékben laknak.” „Szennyezett kutakból kell innunk, és szennyvízzel kell mosnunk.”
Szeptember végén olyan hírek érkeztek, hogy a felkelők és a kormány Homsz körül néhány faluban kicserélték a foglyaikat, sz FSA katonái pedig úgy jelenhettek meg a kormány kezén lévő területeken, hogy semmiféle atrocitás nem érte őket. Óhomsz területének ostromáról és annak feloldásáról nem esett szó a tárgyalásokon.
Október 9-én az AFP arról számolt be, hogy a felkelők Homszban „Szíria két legnagyobb olajfinomítójának egyikét” lövik. A jelentés szerint „A homszi olajfinomító háború előtti kapacitása évi 5,7 millió tonna volt, de Wael al-Halqi e hónapban korábban azt mondta, akkor a finomító 10%-os kihasználtságon működött. A Banais mellett, a Földközi-tenger partján – az Aszad-rendszer központjában – lévő másik nagyobb finomító még mindig teljes kapacitása 80%-án üzemel.”
Október 12-én Asharq Al-Awsat, egy szaúdi kötődésű pánarab újság az „FSA médiaügyi és politikai koordinátorával, Louay Miqdaddal készített exkluzív interjú” alapján azt írta, "a Szabad Szíriai Hadsereg (FSA) készen áll arra, hogy átmeneti tűzszünetet kössön az Aszad-rezsimmel Homszban vagy akár Rif Dimaskban az áldozati ünnep idejére, hogy hozzáférést biztosítsanak a humanitárius csoportoknak mind a két kormányzóságban. Azonban a Szabad Szír Hadsereg nem egyezett bele az Aszadék által felajánlott, kiterjesztett 9 hónapos békébe, mely alatt a Vegyifegyver-tilalmi Szervezet felügyelet mellett Szíria megsemmisíthette volna a vegyifegyver-készletét.”
November végén a hadsereg támadást intézett a felkelők kezén lévő utolsó területek ellen is. 2014. január 8-án este 60 felkelő megpróbálta áttörni Óhomsz ostromgyűrűjét. A kormányerők Khalidiya közelében rajtuk ütöttek, és a reggelig tartó csatában legalább 45 menekülőt megöltek. A többi 18 társuk eltűnt. A rajtaütés után a hadsereg támadást indított, hogy bejuthasson Óhomsz Matahan részébe, ahol 150 felkelő ellenállt a kormánynak, de a támadásukat visszaverték. Damaszkuszból azonban felfegyverzett erősítést küldtek Homszba.

### Humanitárius közbeavatkozás
2014. február 7-én az ENSZ felügyelete alatt háromnapos tűzszünetben állapodtak meg a felkelők és a kormány képviselői. Ezalatt kimenekíthették a Homsz ostromlott kerületeiben ragadt civileket. A művelet első napján 83 ember menekült ki az ostromlott Óvárosból.
Február 8-án mindkét felet a megállapodás megsértésével vádolták, de a kimenekítés tovább folytatódott.
Február 9-én az SOHR szerint 611 ember, köztük 210 nő, 180 gyermek, 91 55 évesnél idősebb és 130 fiatalabb férfi hagyhatta el a területet. A tűzszünetet további 72 órával meghosszabbították.
Február 17-én a New York Times szerint a Közel-Kelet Politikai Washingtoni Intézet egyik vezetője és volt vezető amerikai hírszerzési tisztviselő Jeffrey White azt nyilatkozta, hogy Aszad kormánya orosz Mi-17-ek és Mi-8-ak bevetésével csőbombákat dob le Homszra.
Március közepén még mindig 1500 polgár volt elzárva Homsz Óvárosában, akik közül legalább 100-an megsebesültek. Elhagyatottnak érezték magukat, és úgy érezték, vagy elhagyják Homszt, vagy halálukig harcolnak. Megbeszélések folytak a kormány képviselőivel egy újabb békéről, de ezek eredménytelenül zárultak.

### 2014. március–április: A kormány támadásai és a felkelők ellentámadásai

A helyzet Homszban 2014. áprilisban

2014. március 31-én a kormány elfoglalt két tornyot al-Waer kerület 7. Sziget negyedében. Emellett a kerület al-Jazira al-Sab’a részében is több épületet megszálltak.
Április 6-án a kezdeti jelentések szerint Óhomszban a felkelők egyik autóbombája idő előtt felrobbant, s emiatt 29 felkelő harcos meghalt, több tucatnyian pedig eltűntek. Későbbi jelentések a kormány egyik rajtaütésszerű támadására vagy egy, a felkelők lőporraktárába becsapódó Grad rakétára utaltak. Jourat al-Shayyah területén 50–75 ember meghalt, köztük számos ember vezető beosztású volt. A halottak között volt az FSA kormányzósági parancsnoka, Abdul Qadir al-Homsi is. Ellenzéki források szerint a hat hónappal korábbi 2000-rel ellentétben a becslések szerint a robbanást követően csak 500-600 felkelő maradhatott a városban.
Április 7-én egy ismeretlen fegyveres berontott Frans van der Lugt holland keresztény lelkész otthonába, és kivégezte őt.
Április 11-én a hadsereg nagyobb offenzívát indított Óhomsz ellen. Április 14-én a kormánypárti Nemzetvédelmi Egységek milicistái közül erősítés érkezett a városhoz, így a hadsereg be tudott hatolni az Óváros és Jourat al-Shayyah között elterülő Wadi al-Sayeh területére. Másnapra a környék több épületét elfoglalták. Egy ellenzéki forrás arról számolt be, hogy a Jourat al-Shayyah és Qussour közötti, garázsokkal teli területet a kormány az előrenyomulás közben sikeresen elfoglalta. Eközben Óhomsz Hamidiyah részében a felkelői vonalak erőtlennek bizonyultak, mivel az NDF külvárosokban harcoló részei gond nélkül nyomultak előre. Al-Waer kerületet ezen kívül heves légi bombázás és aknavetők lövései rázták meg. Egy kormányközeli forrás szerint Bab Houd kerületben a Hadsereg áttörte a felkelők védelmi vonalát.
Március közepétől április 16-ig 300-1000 felkelő lehetett bekerítve a városban. Az Óhomszban ragadt felkelők közül többen a halálukig is képesek voltak harcolni, és öngyilkos öveket készítettek arra az esetre, ha a Hadsereg áttöri a védvonalat. Az ellenzéki All4Syria hírszolgálat előrejelzése szerint pedig ennek ellenére a még a felkelők kezén lévő városrészek egy hét alatt elesnek majd.
Ezalatt a Szíriai Ellenzéki Koalíció egy kiáltványt tett közzé arról, hogy egy újabb mészárlástól tartanak.
Április 18-án egy kormánykézen lévő kerületben egy mecset mellett robbant fel egy bomba, mely 14 embert megölt. Ezalatt a Hadsereg egy újabb templomot foglalt el Óhomszban, és még inkább terjeszkedik.
Április 19-én az ellenzék ellentámadásba lendült, melynek a kezdetén egy autóbombát robbantottak fel a kormánykézen lévő Jeb al-Jandali kerület egyik bejáratánál álló katonai ellenőrző pontnál. Nem sokkal az öt halálos áldozatot követelő robbantás előtt több az ellenőrző pontnál dolgozó katona dezertált, és elhagyta a posztját. Másnapra az ellenzék Jeb al-Jandali területén több épületet is elfoglalt. Ezek közül kettő az Al Jala’a uszoda és egy olyan iskola volt, melyet a kormány még aznap megpróbált visszafoglalni.
Április 22-re a kormány visszaszerezte a teljes Jeb al-Jandali kerület feletti irányítást. Ugyanekkor több tucat harcos Óhomsz területén megpróbálta megadni magát, de mások még egy utolsó támadást akartak indítani. Ők öngyilkos merénylőket küldtek a szomszédos, kormánykézen lévő, elsősorban alavita többségű kerületekbe. Abban a hónapban legalább öt ilyen öngyilkos robbantásban több mint 60 ember meghalt. A harcosok olyan bajtársakra is rátámadtak, kikről úgy gondolták, hogy dezertálni akarnak, így kényszerítve őket harcba. Egy ellenzéki aktivista beszámolója szerint: „Homsz elestére számítunk. A következő pár napban a rezsim kezére kerülhet."
Április 29-én a kormány kezén lévő Zahra kerület Abbasiyeh részében egy dupla autóbomba felrobbanásában 168 ember lelte halált. A halottak között 147 civil – köztük is 46 gyermek – és 12 kormánypárti harcos volt. Kilenc áldozat hovatartozásáról nincsenek információk.

### A felkelők kivonulnak Homszból
2014. május 2-án tűzszünetet kötöttek, mely alapján az ostromlott területen maradt 1000 felkelőnek szabad elvonulást biztosítanak, akik így vissza tudnak vonulni a várostól északra fekvő, felkelői ellenőrzés alatt álló területekre. A kimenekítést másnapra tervezték. A későbbiekben vita tárgyát képezte, hogy a szerződés vonatkozik-e a felkelők kezén lévő, de Óhomszhoz nem kapcsolódó al-Waer területére is.
Május 3-án végső szakaszába értek a megbeszélések a felkelők Homszból történő kivonulásáról. A kormányzóság vezetője szerint a megállapodást először „az Óvárosra, utána Waerre fogják alkalmazni. A cél egy olyan békés megoldás elérése, melyben visszaáll a biztonság és a kormányzat ellenőrző ereje."
Május 4-én érkeztek el a tárgyalások a megvalósítás szakaszába. A megállapodás szerint két, a felkelők által ostromlott síita, kormánykézen lévő, az északi Aleppó kormányzóságban fekvő városba mehettek el. A felkelők által fogva tartott libanoni és iráni foglyokat szabadon engedik.
Május 7-én megindult a Homszban ragadt felkelők evakuálása. Először két busszal Homsz kormányzóság északi, felkelők kezén lévő része felé indultak meg. Összességében aznap 960 felkelőt mentettek ki, és a tervek szerint másnap kihozzák az akkor még bent ragadt 250 társukat is.
Május 8-án az elképzelések szerint az utolsó 270 felkelő hagyta el a várost. Aleppó kormányzóságban azonban a felkelők olyan szállítmányokat állítottak meg, melyek a megkötött megállapodás értelmében élelmiszereket és gyógyszereket vitt volna két ostromlott, kormánykézen lévő síita városba. Mivel a felkelők nem teljesítették a részükről elvárt hozzáállást, a kormányerők nem engedték ki az Óhomszban ragadtakat. Az al-Kádiához köthető al-Nuszra Front már előző nap sem engedte be a városba a szállítmányokat.
Május 9-én délután, miután a segélyszállítmányokat szállító konvojokat beengedték a síita városokba, az utolsó felkelők is elhagyhatták Homsz területét. Szinte rögtön ezután több száz ottani lakos megkezdte a visszaköltözést.

## Nemzetközi reakciók
- ENSZ: Az ENSZ főtitkára, Pan Gimun azt mondta, olyan „szörnyű jelentéseket” kapott, melyek szerint az ellenzék Baba Amr-i visszavonulása után a szír kormány seregei válogatás nélkül öltek meg, börtönöztek be és kínoztak embereket Homszban.

2012. március 2-án Pan ezt mondta az ENSZ New Yorkban tartott közgyűlésén: „Tegnap Homszban véres merénylet történt.” „Mindenképpen jelentősnek nevezhető a civilek vesztesége. Még mindig olyan elszomorító jelentések érkeznek, melyekben kivégzésekről, válogatás nélküli bebörtönzésekről és kínzásokról számolnak be. A merényletek annál meghökkentőbbek, mert ezeket maga a kormány pénzeli, és rendszerszerűen végez saját lakosaival.” Aktivisták beszámolói szerint a kormány emberei 14-50 év közötti embereket vettek körbe, és egyszerre végeztek többükkel.”
- Egyesült Királyság David Cameron brit miniszterelnök azzal vádolta a szír kormányt, hogy saját lakosait tizedeli. Brüsszelben a következőket mondta:

„Aszad rezsimje a saját embereit mészárolja. Homsz történetét lakosai vérével írják.”
„Szíriában a helyzet teljesen elrettentő. Életbevágóan fontos, hogy a humanitárius szállítmányok eljussanak Homszba és máshova, hogy az emberek megkapják azt, amire valóban szükségük van.”
„Mindezen felül azonban szerintem az a fontos, hogy bizonyítékokat gyűjtsünk, és majd felelősségre vonjuk ezt a bűnös rezsimet. Biztosnak kell lennünk abban, hogy ez a rendszer megbűnhődik a népe ellen elkövetett borzalmak miatt. Egyszer, még nem tudjuk mennyi idő múlva, de eljön a nap, mikor ennek a félelmetes rezsimnek is el kell számolnia a tetteivel.
- Franciaország Alan Juppe francia külügyminiszter azt mondta, Aszad rezsimje „a barbarizmus minden határán túlmegy.” „Mikor látom, hogy a szír elnök végigparádézik a damaszkuszi szavazófülkék körül, ez engem nagyon felháborít.” Juppe azt mondta, „mérhetetlenül frusztrálja”, milyen nehéz elérni azokat a biztonsági garanciákat, melyek a sebesült civilek és a nyugati újságírók Homszból való biztonságos kijutásához szükségesek.”[376]

2012. áprilisban Nicolas Sarkozy francia miniszterelnök azzal vádolta Basar el-Aszad szír elnököt, hogy „el akarja tüntetni Homszt a térképről.” A támadását a líbiai csapatok Bengázi elleni támadásához hasonlította. "Basar el-Aszád szégyenletesen hazudik. Úgy akarja eltüntetni Homszt a térképről, ahogy régebben a líbiai elnök, Moammer Kadhafi akarta eltüntetni Bengázit.”

## A kultúrában
- A damaszkuszi születésű Talal Derki filmes Return to Homs című művét a Sundance Filmfesztiválon elnyerte a zsűri legjobb dokumentumfilmnek járó díját.[378]
- Az ostromot a szír Silvered Water, Syria Self-Portrait című szíriai dokumentumfilm örökítette meg, melyet versenyen kívül 2014. május 15-én mutattak be a cannes-i fesztiválon.[379]